# San Pedro y Miquelón
San Pedro y Miquelón (del francés: Saint-Pierre-et-Miquelon) es un archipiélago situado en América del Norte, frente a las costas canadienses de Terranova. Desde 1985 es una colectividad territorial francesa con un estatuto particular. Tiene el número 975 en la numeración de los 105 departamentos de Francia y su código postal es el 97500 para todo el archipiélago. Además, forma parte de los Territorios especiales de la Unión Europea (UE).
La colectividad es un archipiélago compuesto por dos islas principales, la isla de San Pedro y la de Miquelón, que se encuentra unida por un istmo de arena a la isla de Langlade, y más de una decena de pequeños islotes, al este de la costa canadiense, en el Atlántico Norte, y a 25 km al sur de la isla de Terranova. Se trata del único territorio francés en América del Norte, un resto de lo que fue el Virreinato de Nueva Francia que incluía otros territorios como Quebec y Luisiana.

## Toponimia
En 1520, el navegante portugués João Álvares Fagundes bautizó el archipiélago como "Las Once Mil Vírgenes" (l'archipel des onze mille vierges) antes de que Jacques Cartier los renombrara en 1536 "Isla de San Pedro" «Isle Sainct Pierre».  San Pedro es el patrón de los pescadores (junto con San Andrés, San Antonio de Padua, San Nicolás de Myra y San Zenón de Verona). El término Miquelón (Mikeleune) es de origen vasco, pues inicialmente fueron vascofranceses procedentes de San Juan de Luz los principales colonizadores del territorio. Procede del nombre vasco "Mikel".
El nombre de la isla adyacente, Langlade, aparece como Terra England entre 1610 y 1675, Langlois en 1670 (mapa de Visscher), c dangleterre en 1674 (mapa de Denis de Rotis) y Detcheverry desde 1689, Lanaloy en 1675 (mapa Thornton), I anglois miclon en 1675, Angueleterraco en 1677 (mapa Detcheverry), Langlois en 1693, Cap de Langlais en 1694, Langlois en los mapas de 1700, 1719 y 1721.

## Historia
Hay evidencias de que las islas estaban habitadas en época prehistórica, y se han descubierto herramientas de la cultura esquimal Dorset en San Pedro, algunas datadas en el siglo XXX a. C.
Los primeros asentamientos europeos en San Pedro y Miquelón datan del siglo XVI. Estos asentamientos europeos franceses de las islas están entre los más antiguos de América, junto con los de España y Portugal, datando al menos de principios del siglo XVI. Al principio fueron solo balleneros vascos los que visitaban las islas de manera estacional durante la temporada de pesca, pero a mediados del siglo XVII ya había población francesa asentada de manera permanente.
Las islas fueron utilizadas como base pesquera estacional por los franceses de La Rochela, Granville, Saint-Malo y del País Vasco francés. El territorio fue apreciado por sus ricos caladeros de pesca, se caracterizaron por periodos conflictivos entre Francia e Inglaterra.
Al final del siglo XVII y principios del siglo XVIII, los ataques ingleses en la isla y la ratificación del Tratado de Utrecht obligaron a la población francesa a abandonarla, y los británicos tomaron posesión de ella durante 50 años, desde 1713 hasta 1763. Los franceses recuperaron la isla gracias al Tratado de París (1763) (por el que los franceses cedían todo el territorio de Nueva Francia a Inglaterra, salvo las islas de San Pedro y Miquelón, para finalizar la guerra de los Siete Años). Los colonos volvieron a vivir tranquilos durante 15 años.
Entre 1763 y 1778, las islas se convirtieron en refugio de los acadianos deportados de la incipiente Nueva Escocia en 1755, en Canadá. Pero debido al apoyo de Francia hacia las Trece excolonias británicas durante su lucha por la independencia de los Estados Unidos y después de una derrota sufrida en Quebec por ambas tropas estadounidenses y francesas, las fuerzas británicas de Nueva Escocia atacaron las islas en 1778, y deportaron nuevamente a la población compuesta por los refugiados acadianos.

### Edad Contemporánea

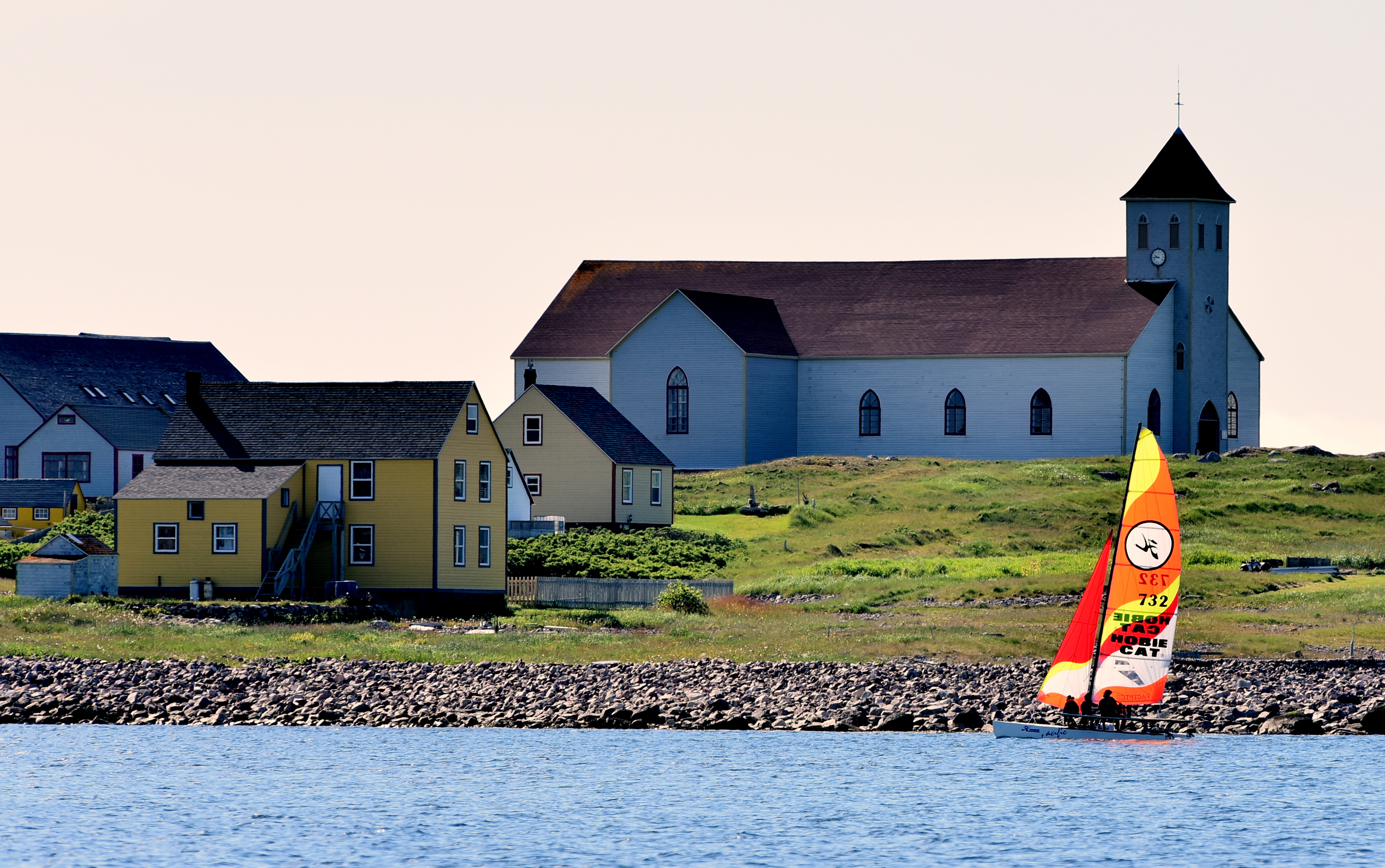
La Iglesia de Nuestra Señora de los Marinos de San Pedro y Miquelón, terminada en 1874

A pesar de que Francia recuperó el control de las islas en 1783, para 1793, la hostilidad británica hacia la Revolución francesa y el hecho de que Francia había declarado la guerra a Inglaterra en apoyo a la guerra de Independencia de los Estados Unidos llevó a un nuevo ataque inglés a las islas y la deportación de toda la población. La posesión de San Pedro y Miquelón pasaron de uno a otro bando por 38 años, mientras los isleños sufrían los ataques de ambos bandos y abandonaban la isla de manera forzada o voluntaria, incluso con la agitación producida por la Revolución francesa.
Las islas fueron finalmente devueltas a Francia después de la segunda abdicación de Napoleón Bonaparte en 1815, siguiendo setenta años de prosperidad para su industria pesquera y sus habitantes. Sin embargo, después de la restauración de Luis XVIII de Francia los cambios políticos y económicos llevaron a un lento declive de la industria pesquera a finales del siglo XIX. Para esta época las islas representaban ya el único vestigio remanente de las vastas posesiones de Francia en América del Norte.
Durante la Ley seca en los Estados Unidos la isla disfrutó de un ascenso económico de trece años, gracias al papel que tuvo dentro del tráfico ilegal de alcohol, donde destacaba para las importaciones de vino francés, llegando incluso a recibir la visita del conocido mafioso Al Capone en 1927. Al finalizar la prohibición de la Ley Seca en 1933, la economía se hundió en la recesión, a lo que hay que añadir la crisis de 1929 que todavía afectaba al mundo.
Durante la Segunda Guerra Mundial, después la ocupación de Francia por las Fuerzas del Eje, el gobernador Gilbert de Bournat se mantuvo leal al Gobierno de Vichy, teniendo que negociar tratados financieros con las autoridades estadounidenses para conseguir créditos respaldados por el tesoro francés. Al mismo tiempo, Canadá estaba considerando la invasión de las islas. Muchos pretextos fueron empleados, especialmente los programas de radio con la propaganda del régimen de Vichy que se emitían desde las islas, e incluso se alegaba que dicha emisora estaba ayudando a los submarinos de la Kriegsmarine en los Grandes Bancos, aunque nunca fue probado. En la Navidad de 1941 las fuerzas de Francia Libre tomaron el control de las islas. San Pedro y Miquelón se volvieron entonces el foco de serias rencillas entre las Fuerzas de Francia Libre y el Departamento de Estado de los Estados Unidos que envió tropas para tomar el control de las islas.
Bajo las órdenes de Charles de Gaulle, el almirante Émile Muselier organizó la "liberación" de San Pedro y Miquelón, sin el consentimiento o conocimiento de las autoridades de Estados Unidos o Canadá. El 24 de diciembre de 1941 una flotilla de la Francia Libre guiada por el submarino Surcouf tomó control de las islas sin resistencia. De Gaulle organizó un referéndum, que le fue favorable, y las islas se convirtieron así en el primer territorio en unirse a la Francia Libre. El suceso llevó a una duradera desconfianza entre Charles de Gaulle y el entonces presidente estadounidense Franklin Delano Roosevelt.

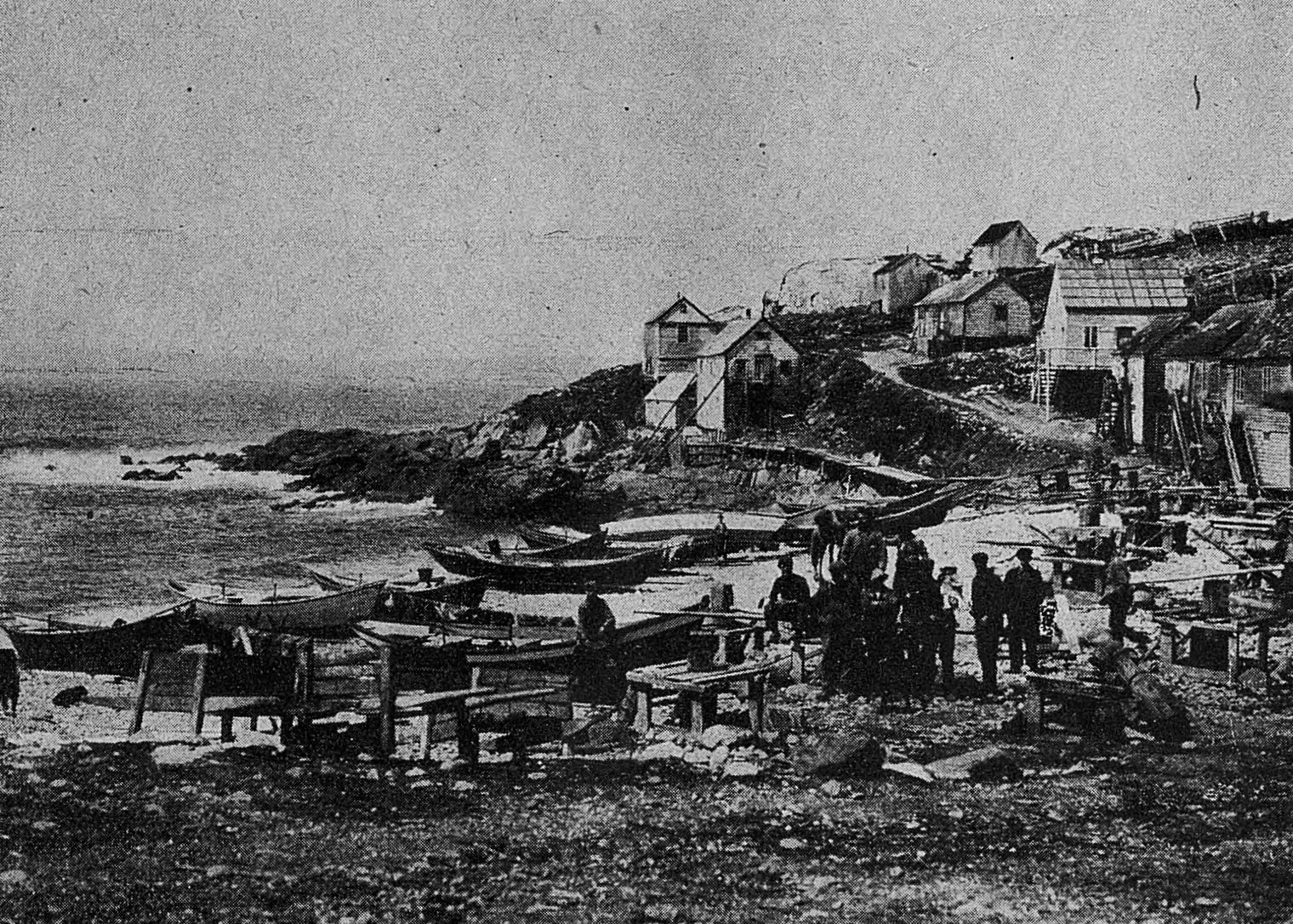
San Pedro en 1921.

El general De Gaulle realizó una visita de reconocimiento en 1967, una de las tres visitas de jefes de Estado que ha tenido la isla (François Mitterrand en 1987 y Jacques Chirac en 1999). Otra visita ilustre que precedió a las anteriores fue la de François-René de Chateaubriand en 1791, que inmortalizaría el archipiélago en sus "Memorias de Ultratumba" (Mémoires d'Outre-Tombe).
Las islas fueron declaradas territorio de ultramar en 1945 y departamento de ultramar en 1976. Este estatus fue modificado el 11 de junio de 1985 y las islas se convirtieron en una colectividad territorial, un estatus especial que solo comparte con las islas de Wallis y Futuna en el océano Pacífico. En la revisión de la Constitución del 28 de marzo de 2003 se creó la categoría genérica de la colectividad de ultramar, en la que se englobaría a San Pedro y Miquelón. El estatus actual está fijado en el código general de los colectivos territoriales, por la ley orgánica n.º 2007-223 del 21 de febrero de 2007.

## Política y gobierno

Bandera no oficial de las islas. La bandera oficial es la bandera de Francia.

San Pedro y Miquelón es una comunidad de estado único, sui géneris, definida en la Constitución de Francia. La política local está estructurada alrededor de un sistema democrático parlamentario dentro de la colectividad de ultramar de Francia, donde el presidente del Consejo Territorial es el jefe de Gobierno, y de un sistema multipartidista. El poder ejecutivo es ejercido por el gobierno.
San Pedro y Miquelón también envía un diputado a la Asamblea Nacional de Francia y un senador al Senado de Francia.
En 1992, una vieja disputa con Canadá respecto a la delineación de la Zona Económica Exclusiva perteneciente a Francia fue resuelta por la Corte Permanente de Arbitraje. En la resolución, Francia conservaba las 12 MN (22,2 km) de mar territorial que rodea a las islas y le fueron otorgadas otras 12 MN contiguas a las anteriores, así como un corredor marítimo de 10,5 MN (19,4 km) de ancho, llegando hasta 200 MN (370 km) al sur. El área total otorgada corresponde al 18 % de lo que Francia estaba reclamando.
Las disputas fronterizas han sido un punto de fricción en las relaciones franco-canadienses. Nuevas reclamaciones hechas bajo la CONVEMAR por los franceses sobre la placa continental pueden causar nuevas tensiones entre Francia y Canadá.

### Estatus
El archipiélago de San Pedro y Miquelón es una colectividad de ultramar sometida al régimen del artículo 74 de la Constitución y denominada "colectividad territorial de San Pedro y Miquelón ".
Por tanto, no es ni un departamento ni una región.
La colectividad está formada por dos municipios: Saint-Pierre y Miquelon-Langlade. La capital de todo el territorio es Saint-Pierre.
El poder ejecutivo está descentralizado y transferido en gran medida al presidente del consejo territorial, que tiene ciertas competencias legislativas de carácter local, pero también total autonomía en materia de aduanas, fiscalidad y urbanismo. Por ello, los servicios del Estado se ponen a su disposición y todas las mercancías que entran en el archipiélago procedentes de la Francia continental o del extranjero, con algunas excepciones, están gravadas por la aduana. No hay impuesto de solidaridad sobre el patrimonio (ISF) ni impuesto sobre el patrimonio inmobiliario (que sustituyó al ISF en Francia a principios de 2018).
San Pedro y Miquelón no es parte integrante de la Unión Europea, a diferencia de las regiones ultraperiféricas francesas reconocidas por el Tratado de Ámsterdam de 1997, es decir, actualmente para Francia, sólo las colectividades regidas por el artículo 73 de la Constitución (Guadalupe, Martinica, Guayana, Reunión, Mayotte) y la isla de San Martín (regida por el artículo 74): su estatuto, en relación con la Unión Europea, es el de país y territorio de ultramar (PTU).
Sin embargo, los ciudadanos de esta comunidad territorial son titulares tanto de un pasaporte francés como europeo en virtud de su nacionalidad y de la Constitución francesa, y participan, como todos los ciudadanos franceses, en las elecciones de los representantes franceses al Parlamento Europeo, así como en todas las demás elecciones nacionales. Al igual que en las regiones francesas, su moneda oficial es el euro desde 1999 (antes fue el franco CFA hasta 1973 y luego el franco francés), aunque no forma parte de la Unión Europea ni del espacio Schengen.

### Consejo Territorial

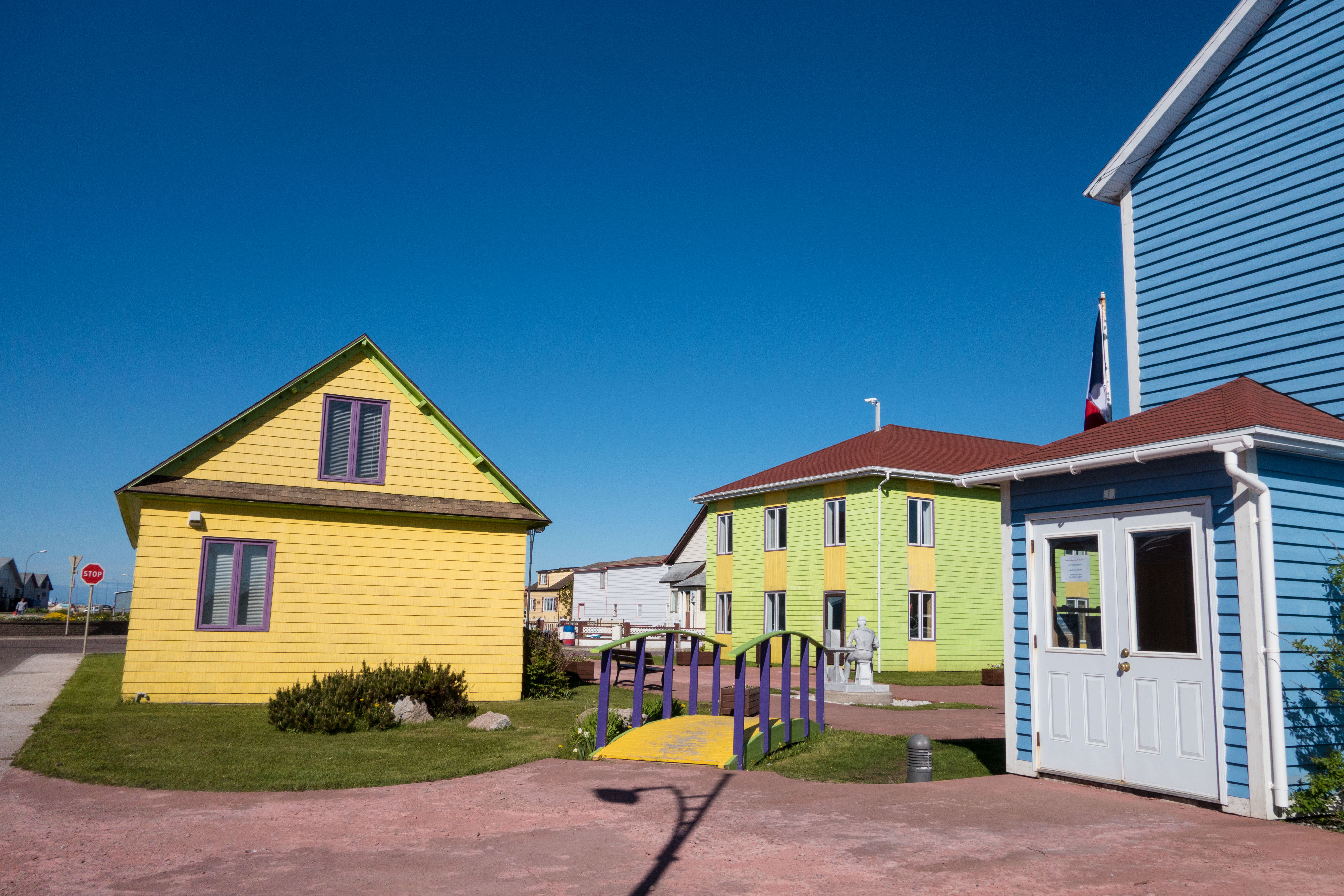
Plaza Central en Miquelón

Un consejo territorial (Conseil territorial ), que tiene más o menos las mismas competencias que un consejo regional (conseil régional) y un consejo departamental (conseil départemental) en el resto de Francia, gestiona toda la colectividad. Se compone de 19 miembros elegidos, que representan dos circunscripciones correspondientes a los dos municipios: Saint-Pierre (15 concejales) y Miquelon-Langlade (4 concejales). Aunque San Pedro y Miquelón se rige por el artículo 74 de la Constitución de Francia, las leyes de la República se aplican directamente a San Pedro y Miquelón (inclusión legislativa), excepto en determinados ámbitos, como los impuestos, las aduanas, el urbanismo y la vivienda.
También existe un comité económico y social en el archipiélago que puede emitir un dictamen sobre asuntos de su competencia, a petición del consejo territorial.
El Consejo Territorial de San Pedro y Miquelón se compone de 19 escaños elegidos por cinco años según un sistema mayoritario mixto: un sistema proporcional plurinominal combinado con una bonificación por mayoría de la mitad de los escaños concedida a la lista que quede en primer lugar, si es necesario en dos rondas de votación. La colectividad territorial forma una circunscripción única, compuesta por dos secciones comunales con quince escaños para Saint-Pierre y cuatro para Miquelon-Langlade. Los electores votan una lista cerrada de 23 candidatos, sin voto preferencial. Las listas deben respetar la paridad incluyendo alternativamente un candidato de cada sexo.
En la primera vuelta, la lista que obtiene la mayoría absoluta de los votos emitidos y un número de votos igual a la cuarta parte de los inscritos gana la prima de mayoría, es decir, ocho escaños en la sección de Saint-Pierre y dos en la de Miquelon-Langlade. Dentro de cada sección, los escaños restantes se distribuyen entonces de forma proporcional según la regla de la media más alta entre todas las listas, incluida la que quedó en primer lugar.
Si ninguna lista ha obtenido la mayoría absoluta, se organiza una segunda vuelta entre todas las listas que hayan obtenido al menos el 10% de los votos emitidos en la primera vuelta. No obstante, las listas que hayan obtenido al menos un 5% podrán fusionarse con las que puedan continuar. Si sólo una o ninguna lista ha alcanzado el umbral del 10% requerido, las dos listas que quedaron en primer lugar en la primera ronda se clasifican automáticamente. Tras el recuento de los votos, los escaños se distribuyen según las mismas reglas que en la primera vuelta, con las únicas diferencias de que la prima de mayoría se concede a la lista principal, independientemente de que haya obtenido o no la mayoría absoluta y los votos del 25% de la población registrada, y de que los escaños se distribuyen únicamente entre los partidos que compiten en la segunda vuelta. Antes de 2012, los diputados eran elegidos por un periodo de cinco años.
Antes de 2012, los miembros eran elegidos por seis años en dos distritos electorales: San Pedro y Miquelón-Langlade, con 15 y 4 consejeros respectivamente.

### Representación nacional
La colectividad territorial está representada en el Parlamento de la República Francesa con :
- un escaño para un diputado, elegido para la Asamblea Nacional por sufragio universal directo
- un escaño de senador, elegido por sufragio indirecto por un colegio de Grandes Electores;
- un consejero del Consejo Económico, Social y Medioambiental.

Los votantes del territorio también participan en las elecciones de los diputados franceses al Parlamento Europeo.
La circunscripción legislativa única de la colectividad de ultramar de San Pedro y Miquelón está representada en la XIV legislatura por Annick Girardin, miembro del Grupo Socialista, Radical, Ciudadano y de Izquierdas Varias. Nombrada miembro del Gobierno en abril de 2014, cedió su puesto a su suplente Catherine Pen, que dimitió el mismo día por motivos de salud. El domingo 29 de junio y el 6 de julio de 2014 se organizaron elecciones legislativas parciales para cubrir el escaño vacante.
La colectividad de ultramar de San Pedro y Miquelón elige un senador. Los electores son: los miembros del Consejo Territorial de San Pedro y Miquelón; los concejales de los dos municipios del archipiélago de San Pedro y Miquelón; el diputado saliente y el senador saliente. En 2017, había 39 electores, incluidos los 19 miembros electos del Consejo Territorial, los 15 consejeros municipales de Saint-Pierre y los 3 de Miquelón.
Con un senador por cada 7.000 habitantes, es el distrito electoral más representado en términos de población.

### Servicios estatales
En San Pedro y Miquelón se encuentran los siguientes servicios estatales desconcentrados (services déconcentrés de l'État):

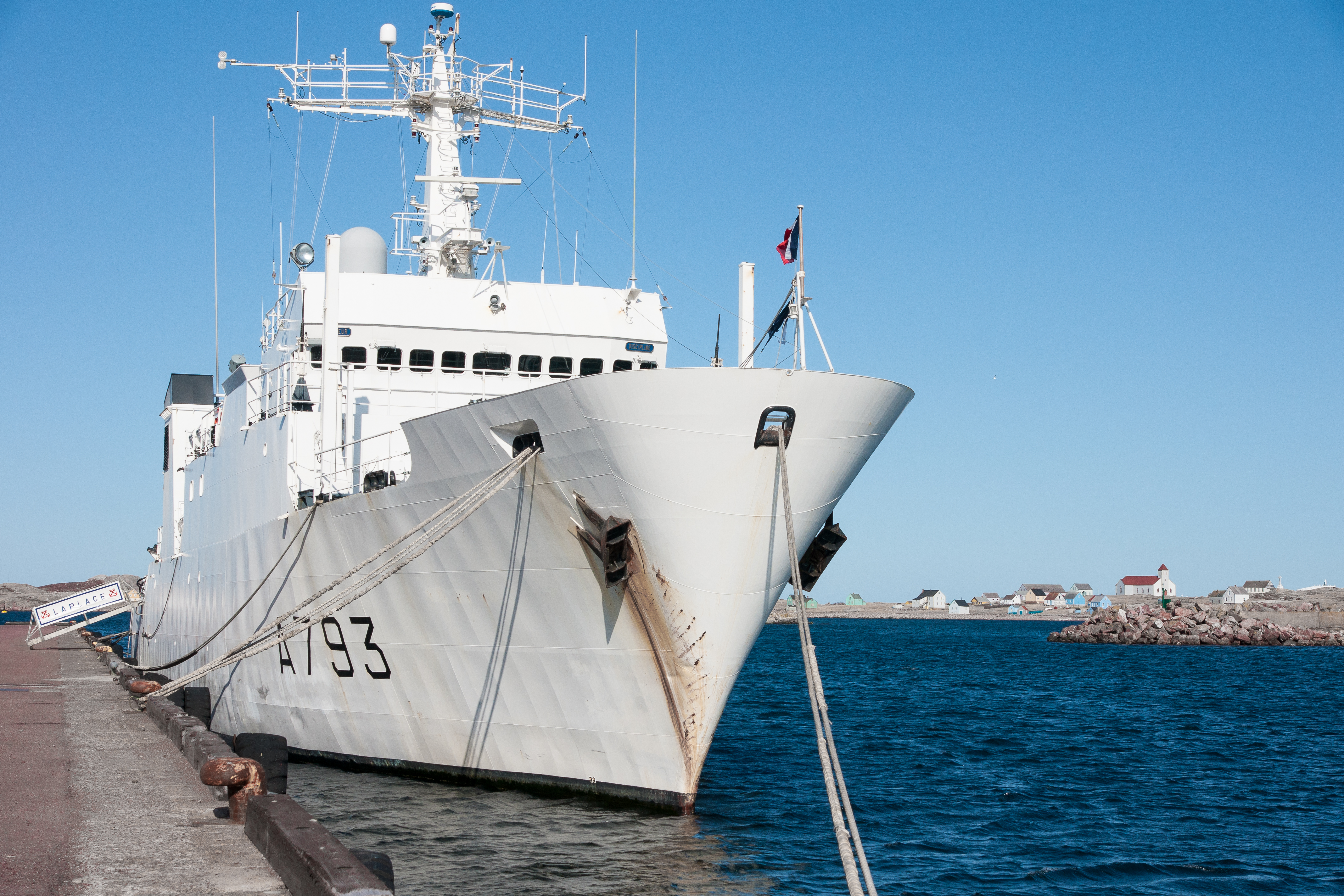
Buque oceanográfico francés Laplace A793 en San Pedro

- Dirección de Territorios, Alimentación y Mar (DTAM);
- Dirección de Cohesión Social, Trabajo, Empleo y Población (DCSTEP);
- Administración Territorial de Salud (ATS);[26]
- Dirección de Servicios Fiscales;
- Departamento de Finanzas Públicas de San Pedro y Miquelón;
- Departamento de educación nacional adscrito a la academia de Caen.

Los otros servicios del Estado incluyen al:
- Servicio de Policía de Fronteras: situado en el recinto militar del Mando de la Gendarmería, se encuentra en San Pedro y Miquelón desde 1977;
- Comando de la Gendarmería de San Pedro y Miquelón (COMGENDPM);
- Servicio de Aduanas: sede en Saint-Pierre en el muelle de Mimosa y oficina de Miquelón en el muelle del Puerto;
- Marina francesa: patrullero Fulmar (P740) (transferido de la Gendarmería Marítima en 2011) en el muelle de Roselys, subordinado al Comandante de la Zona Marítima Atlántica (commandant de la zone maritime Atlantique, CECLANT), con base en Brest;
- Servicio de aviación civil en el aeródromo de Saint-Pierre Pointe-Blanche (aérodrome de Saint-Pierre Pointe-Blanche).

En Saint-Pierre se encuentra la prefectura, dirigida por un prefecto que representa al Estado en el territorio. Es nombrado por el presidente de la República.
La justicia local cuenta con un tribunal superior de apelación (tribunal supérieur d'appel), un tribunal de primera instancia, un tribunal administrativo y un centro penitenciario. La Cámara de Cuentas territorial controla las finanzas públicas del territorio y tiene su sede en Noisiel.
Las cámaras consulares, la Cámara de Agricultura, la Cámara de Oficios y la Cámara de Comercio e Industria, están agrupadas en una institución pública: la Cámara de Agricultura, Comercio, Industria, Oficios y Artesanía (CACIMA de San Pedro y Miquelón), que está dirigida por artesanos, comerciantes, agricultores y empresarios elegidos por sus pares.

### Gendarmería

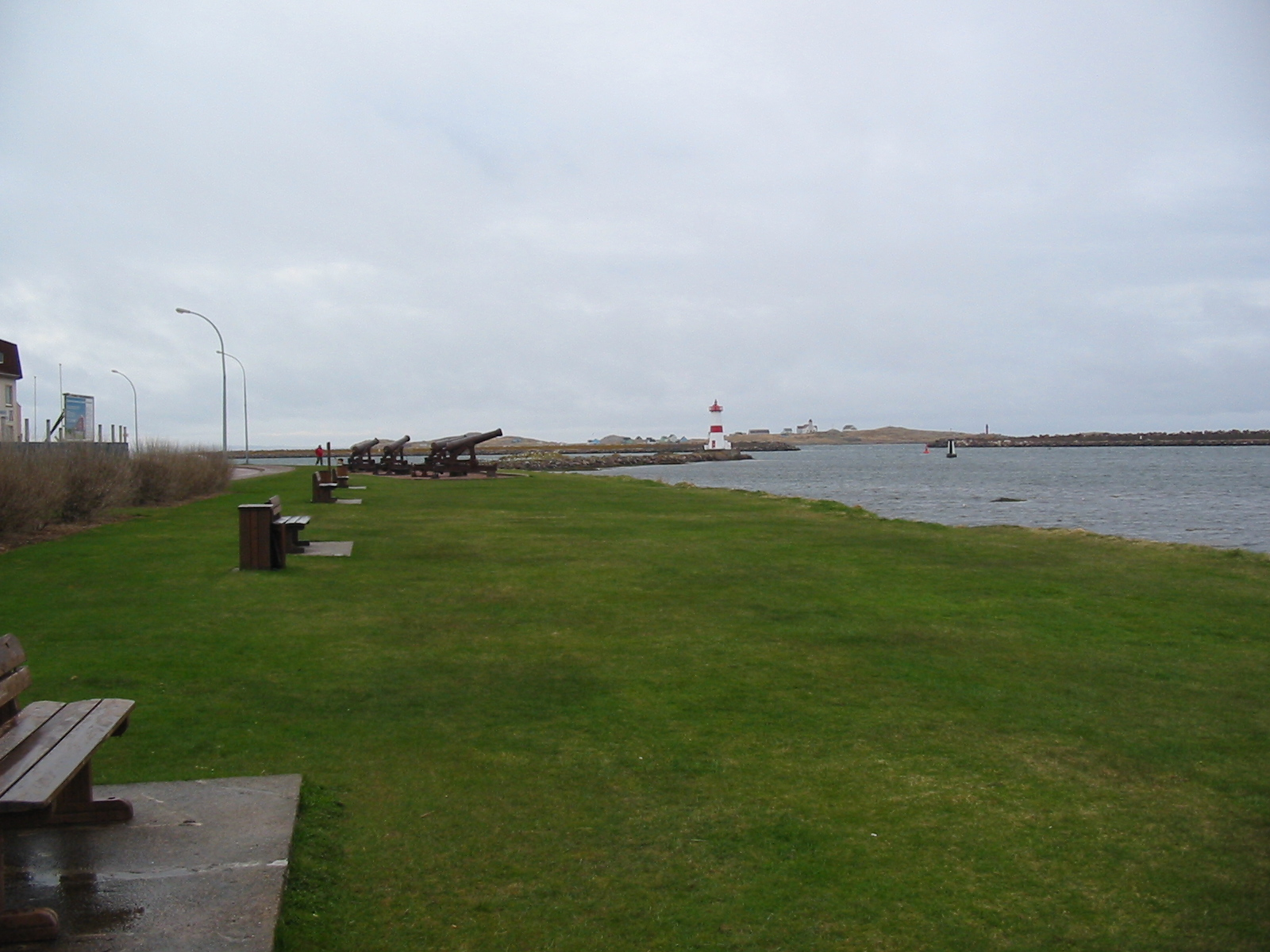
Antiguos cañones en San Pedro instalados para defender las islas de ataques ingleses

El Mando de la Gendarmería de San Pedro y Miquelón (Commandement de la Gendarmerie pour Saint-Pierre-et-Miquelon, COMGENDPM) está compuesto por veintisiete miembros activos y cuatro reservistas bajo la autoridad de un teniente coronel. La gendarmería nacional tiene una presencia permanente en el archipiélago desde 1816. Inicialmente llamado puesto de gendarmería, el destacamento pasó a llamarse sección de gendarmería de San Pedro y Miquelón el 1 de septiembre de 1957, luego compañía el 1 de diciembre de 1968 y finalmente mando de gendarmería de San Pedro y Miquelón el 1 de mayo de 2003. La mayor parte de sus actividades se centran en la recopilación de información y la prevención comunitaria para garantizar el mantenimiento del orden y la paz pública. Como parte del continuum seguridad-defensa y como fuerza militar, la COMGENDPM es también una fuerza de soberanía que afirma la presencia de Francia en este territorio de América del Norte.
La COMGENDPM está estructurada en torno a un cuartel general y tres unidades operativas:
- Cuartel general en Saint-Pierre (cuartel del teniente coronel Pigeaud): sección de mando, oficina de operaciones de empleo, oficina de apoyo y finanzas (sección de equipamiento logístico, sección inmobiliaria y de vivienda, centro de apoyo de vehículos) y sección de sistemas de información y comunicación

- Brigada de Investigación (Brigade de recherches, BR) en San Pedro (cuartel de Pigeaud): creada el 1 de abril de 2003

- Brigada de la Gendarmería de San Pedro (Brigade de gendarmerie de Saint-Pierre, cuartel de Colmay): incluye la célula náutica (desde diciembre de 2011) equipada con la lancha UFC 11.00 Raidco Sao (G1101)31 de 12 metros con dos motores de 315 CV, y el equipo de perros antidroga (desde 2012)

- Brigada de la Gendarmería de Miquelon-Langlade (Brigade de gendarmerie de Miquelon-Langlade): su personal está compuesto por un suboficial y dos gendarmes (antes de diciembre de 2000 la brigada tenía dos soldados desde 1972), está equipada con un Land Rover Defender 4x4.

Desde el 30 de agosto de 1995 hasta 2006, una sección de gendarmería móvil (efectivos: 31 soldados) reforzó la acción de la gendarmería departamental. La compañía de gendarmería marítima de San Pedro y Miquelón (compagnie de gendarmerie maritime de Saint-Pierre-et-Miquelon) se disolvió el 1 de julio de 2010 y la patrullera Fulmar (P740) se transfirió a la Marina francesa. La Unidad de Vigilancia e Intervención de la Gendarmería (PSIG), creada el 1 de abril de 2003 y disuelta desde entonces, se encargaba de la seguridad vial, la vigilancia del litoral (lancha Guy Couach de 7,3 m y 200 CV) y la vigilancia del aeropuerto. El personal estaba compuesto por cinco gendarmes (GD) y cinco gendarmes móviles (GM).

### Relaciones con la Unión Europea
San Pedro y Miquelón pertenece a la categoría de países y territorios de ultramar de la Unión Europea (PTU) que disfrutan de un régimen de asociación, de conformidad con el artículo 299, apartado 3, del Tratado constitutivo de la Comunidad Europea. Este sistema, definido por la Parte cuatro del Tratado, tiende a promover el desarrollo económico y social de estos territorios y a establecer estrechas relaciones entre ellos y la Comunidad. Por lo tanto, los productos originarios de los PTU no están sujetos, al ingresar a la Unión Europea, a derechos de importación o restricciones cuantitativas. Por otro lado, los productos de origen comunitario pueden estar sujetos, en su caso, a derechos de importación.

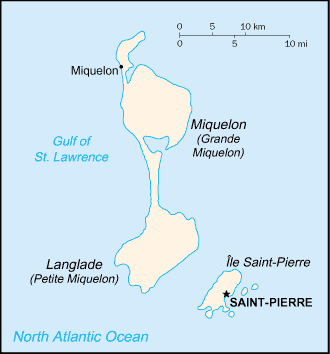
Mapa de las islas.

## Divisiones administrativas
San Pedro y Miquelón se encuentra separado administrativamente en dos comunas (municipios):
- Comuna de Miquelon-Langlade
- Comuna de San Pedro.

## Geografía
La isla de San Pedro está rodeada de otras más pequeñas, como la isla de Grand Colombier, Petit Colombier, y la Île aux Marins (isla de los Marinos, anteriormente llamada Île aux Chiens, isla de los Perros), Île aux Pigeons y la Île aux Vainqueurs. El área total de las islas es 242 km². Tienen una línea de costa de 120 km.
La isla de Miquelón está a aproximadamente 25 km de la costa de Terranova en el punto de máxima cercanía. Sin embargo, hay una pequeña isla con un faro perteneciente a Canadá llamada "Green Island", que se encuentra a mitad de camino entre Langlade y Terranova, y está a igual distancia tanto de Langlade como de San Pedro.

La isla de Miquelón está separada de San Pedro por un estrecho de 6 km, de fuertes corrientes. Los pescadores llaman a esta parte del mar "la boca del infierno". Las aguas alrededor de las tres islas son muy traicioneras, y ha habido más de 600 naufragios a lo largo de sus costas.

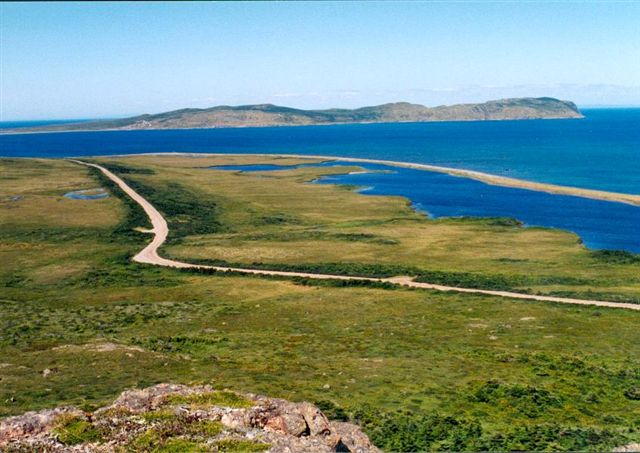
Paisaje de la isla de Miquelón.

La isla Miquelón fue formada por la unión de tres islas a través de dunas de arena y depósitos del período cuaternario. Estas tres islas son: Le Cap, Miquelón (Grande Miquelon) y Langlade (Petite Miquelon). Miquelón y Langlade están separadas únicamente por un largo estrecho de arena que las unió en el siglo XVIII. Miquelón tiene una laguna llamada Grand Barachois, donde puede ser encontradas focas y otra vida salvaje.
El término «Miquelón» viene del idioma vasco Mikelune. La isla «Langlade» es una degeneración de "l'île à l'Anglais" (que se puede traducir como "Isla del Inglés"). Saint-Pierre (San Pedro) es el patrón de los pescadores (junto con San Andrés, San Antonio de Padua, San Nicolás de Bari, San Zenón de Verona).
En Langlade han sido encontrados fósiles de trilobites. Había una serie de pilares de piedra a las afueras de la isla llamadas "L'anse aux Soldats", pero fueron erosionadas y desaparecieron en 1970.

### Clima
El clima es húmedo y ventoso, con inviernos largos y fríos. La primavera y principios de verano son frescos y nebulosos. A finales de verano y principios de otoño es generalmente fresco y soleado.

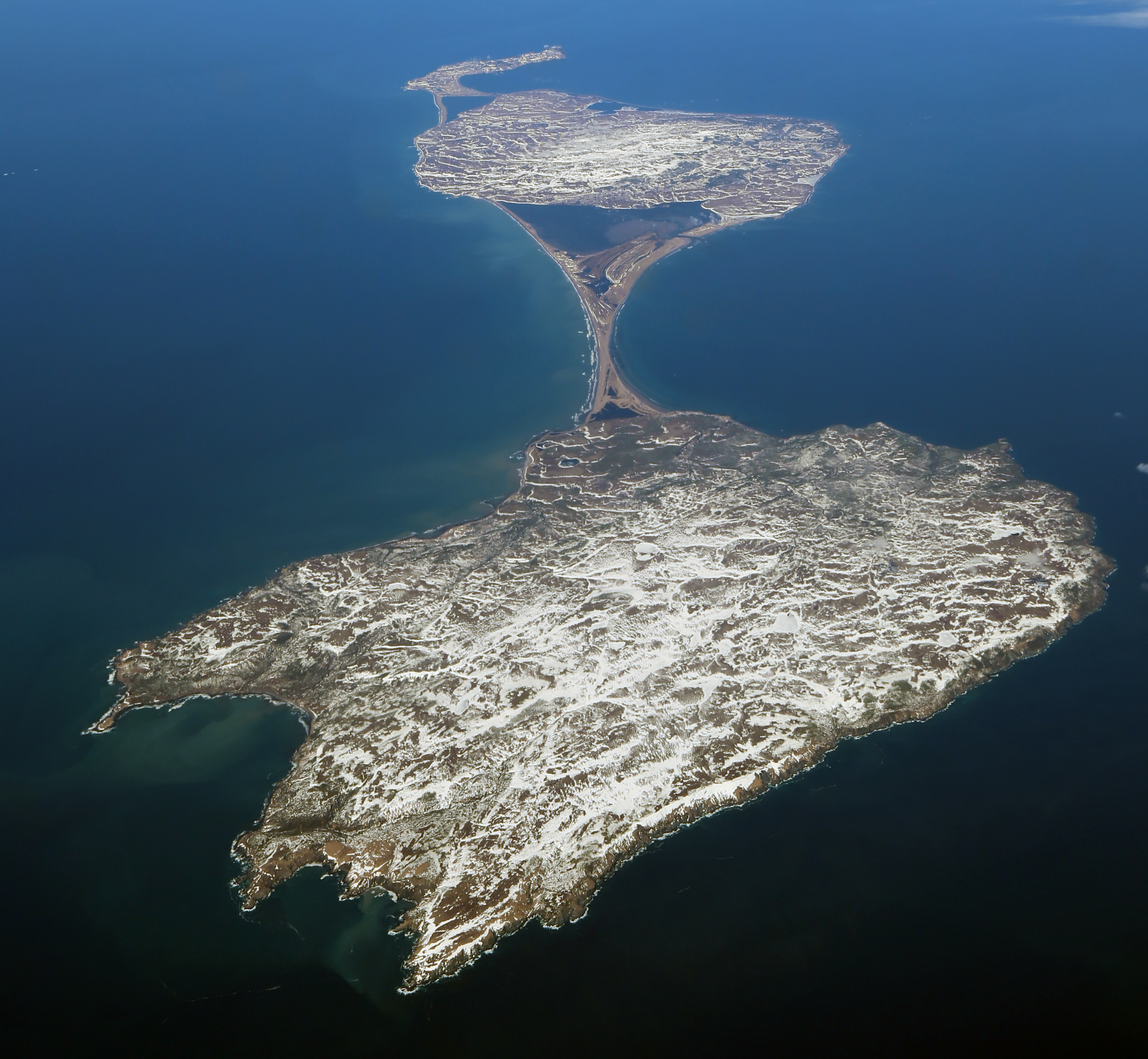
Vista aérea de Miquelón y Langlade

El clima de las islas sigue la evolución de Terranova. Es un clima oceánico frío y húmedo (precipitaciones de 1.500 mm/año, tasa de humedad > 80%) con una fuerte moderación marítima. El archipiélago es barrido rápidamente por las bajas atlánticas emergentes y es un lugar de confrontación entre el aire frío del Ártico y las masas de aire marítimas más suaves. También es el lugar donde confluyen la cálida corriente del Golfo y la fría corriente del Labrador. Por ello, las temperaturas inferiores a -10 °C son raras en invierno, siendo la media invernal de sólo -2 °C, con frecuentes nevadas. La temperatura media de agosto es de 16 °C, con algunos días de niebla muy densa (los famosos bancos de niebla de Terranova) durante junio y julio. El factor del viento o la sensación térmica es importante.
Así, aunque esté situado a la misma latitud que la Vendée, el archipiélago tiene un clima mucho más frío que las costas atlánticas de la Francia continental, que se benefician del clima más suave de las fachadas continentales occidentales.
En San Pedro y Miquelón, los veranos se caracterizan por la alternancia entre periodos cortos, soleados y estables, con temperaturas cálidas, y fases a veces largas y perturbadas, con precipitaciones y temperaturas más bien frescas. El verano suele ser una estación caracterizada por la inestabilidad generalizada y los frecuentes pasos perturbados, como es típico en las costas del este de Norteamérica. En la isla de Saint-Pierre, donde se encuentra la ciudad principal, la media diaria del mes más caluroso (agosto) se sitúa en torno a los +16 °C, mientras que la media de las temperaturas máximas no alcanza los +19 °C, las máximas estacionales del verano, sin embargo, superan muy raramente los +24 °C.

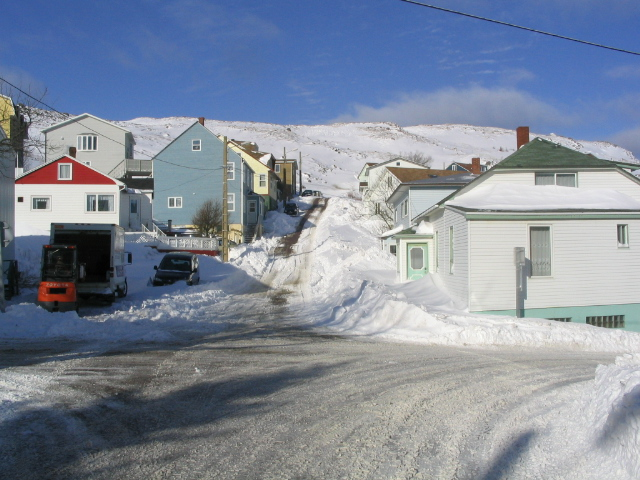
Paisaje invernal en la localidad de San Pedro, capital de San Pedro y Miquelón.

Los inviernos son fríos, con temperaturas medias diarias en enero y febrero que oscilan entre los -3 °C y los -4 °C, sin embargo, si se comparan estos valores con los registrados en el cercano estuario del río San Lorenzo (Quebec), la acción mitigadora de las aguas del océano Atlántico sobre las temperaturas es evidente, por lo que es bastante inusual que se registren mínimas por debajo de los -12/-13 °C, mientras que las mínimas por debajo de los -20 °C son un hecho muy raro.

Sin embargo, la acción termorreguladora del agua del mar se ejerce en todas las estaciones del año y se pone de manifiesto en los limitados rangos de temperatura, tanto a nivel anual (menos de 20 °C de diferencia entre febrero y agosto) como a nivel diario (en ningún mes del año hay más de 8 °C de diferencia entre la media de las temperaturas mínimas nocturnas y la media de las máximas diurnas); Otro indicador de las condiciones marítimas es la distribución de los valores de temperatura, con un pico mínimo en febrero (cuando las aguas oceánicas son más frías y, por tanto, tienen menos acción mitigadora) y un pico máximo en agosto (cuando se produce el calentamiento más intenso de las aguas oceánicas); en las costas atlánticas del Canadá continental, el mes más cálido es casi siempre julio. En los días más suaves es frecuente la formación de nieblas muy densas (los famosos bancos de niebla de Terranova); también es el punto de encuentro de la cálida corriente del Golfo y la fría corriente del Labrador.
| Parámetros climáticos promedio de San Pedro y Miquelón | Parámetros climáticos promedio de San Pedro y Miquelón | Parámetros climáticos promedio de San Pedro y Miquelón | Parámetros climáticos promedio de San Pedro y Miquelón | Parámetros climáticos promedio de San Pedro y Miquelón | Parámetros climáticos promedio de San Pedro y Miquelón | Parámetros climáticos promedio de San Pedro y Miquelón | Parámetros climáticos promedio de San Pedro y Miquelón | Parámetros climáticos promedio de San Pedro y Miquelón | Parámetros climáticos promedio de San Pedro y Miquelón | Parámetros climáticos promedio de San Pedro y Miquelón | Parámetros climáticos promedio de San Pedro y Miquelón | Parámetros climáticos promedio de San Pedro y Miquelón | Parámetros climáticos promedio de San Pedro y Miquelón |
| Mes                                                    | Ene.                                                   | Feb.                                                   | Mar.                                                   | Abr.                                                   | May.                                                   | Jun.                                                   | Jul.                                                   | Ago.                                                   | Sep.                                                   | Oct.                                                   | Nov.                                                   | Dic.                                                   | Anual                                                  |
| ------------------------------------------------------ | ------------------------------------------------------ | ------------------------------------------------------ | ------------------------------------------------------ | ------------------------------------------------------ | ------------------------------------------------------ | ------------------------------------------------------ | ------------------------------------------------------ | ------------------------------------------------------ | ------------------------------------------------------ | ------------------------------------------------------ | ------------------------------------------------------ | ------------------------------------------------------ | ------------------------------------------------------ |
| Temp. máx. abs. (°C)                                   | 9.8                                                    | 9.0                                                    | 12.2                                                   | 13.8                                                   | 22.0                                                   | 25.1                                                   | 28.3                                                   | 25.8                                                   | 26.8                                                   | 20.0                                                   | 14.4                                                   | 12.8                                                   | 28.3                                                   |
| Temp. máx. media (°C)                                  | -0.1                                                   | -0.7                                                   | 1.0                                                    | 4.3                                                    | 8.5                                                    | 12.5                                                   | 16.7                                                   | 18.7                                                   | 16.0                                                   | 11.2                                                   | 6.8                                                    | 2.7                                                    | 8.1                                                    |
| Temp. media (°C)                                       | -2.6                                                   | -3.2                                                   | -1.4                                                   | 2.0                                                    | 5.6                                                    | 9.6                                                    | 14.1                                                   | 16.2                                                   | 13.5                                                   | 8.9                                                    | 4.5                                                    | 0.4                                                    | 5.6                                                    |
| Temp. mín. media (°C)                                  | -5.2                                                   | -5.7                                                   | -3.7                                                   | -0.4                                                   | 2.8                                                    | 6.7                                                    | 11.5                                                   | 13.8                                                   | 11.0                                                   | 6.6                                                    | 2.3                                                    | -1.9                                                   | 3.2                                                    |
| Temp. mín. abs. (°C)                                   | -17.4                                                  | -18.7                                                  | -18.1                                                  | -9.8                                                   | -4.5                                                   | 0.8                                                    | 4.9                                                    | 5.8                                                    | 1.7                                                    | -2.6                                                   | -9.2                                                   | -14.6                                                  | -18.7                                                  |
| Precipitación total (mm)                               | 110.3                                                  | 92.5                                                   | 103.0                                                  | 103.7                                                  | 102.2                                                  | 104.3                                                  | 94.9                                                   | 93.9                                                   | 132.3                                                  | 136.7                                                  | 126.2                                                  | 112.2                                                  | 1312.2                                                 |
| Días de nevadas (≥ 1 mm)                               | 22.63                                                  | 19.00                                                  | 15.25                                                  | 7.36                                                   | 0.89                                                   | 0.04                                                   | 0.0                                                    | 0.0                                                    | 0.0                                                    | 1.00                                                   | 4.40                                                   | 3.20                                                   | 73.8                                                   |
| Horas de sol                                           | 49.6                                                   | 70.2                                                   | 115.5                                                  | 131.9                                                  | 165.8                                                  | 172.6                                                  | 164.8                                                  | 173.5                                                  | 156.1                                                  | 119.0                                                  | 63.0                                                   | 45.4                                                   | 1427.3                                                 |
| Fuente: Météo France                                   |                                                        |                                                        |                                                        |                                                        |                                                        |                                                        |                                                        |                                                        |                                                        |                                                        |                                                        |                                                        |                                                        |

Véase también: Entorno natural de la Unión Europea

### Problemas medioambientales
Se produce una grave contaminación ambiental debido a que la basura no se elimina del todo correctamente. En consecuencia, se han creado vertederos incontrolados y la basura simplemente se quema.

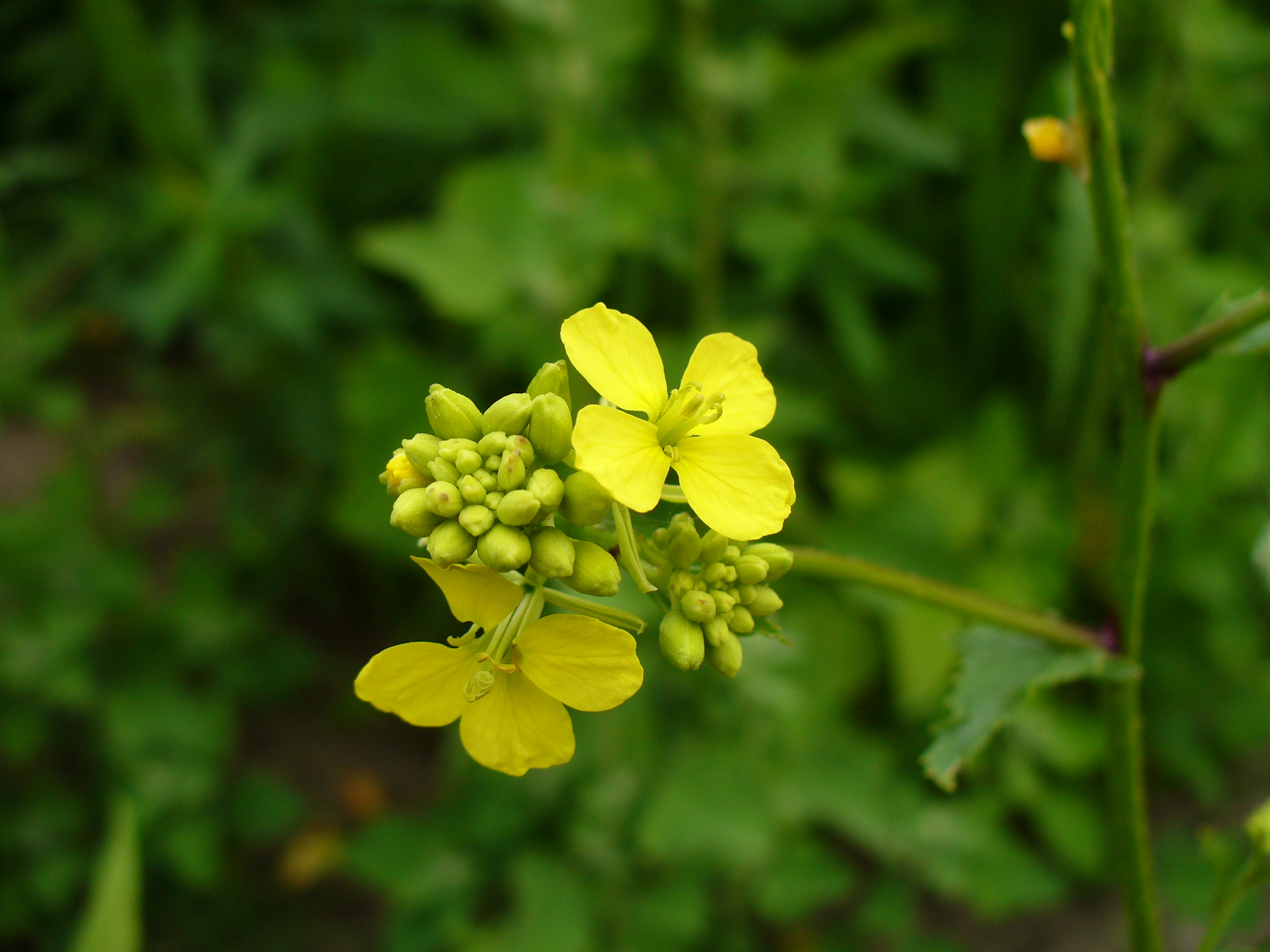
Flores Brasicáceas (Brassicaceae) o crucíferas en San Pedro y Miquelón

Hasta 1992, cuando se prohibió la pesca del bacalao por una moratoria franco-canadiense debido a su escasez, la economía de las islas se basaba en la pesca. La pesca de arrastre, incluso por parte de los arrastreros canadienses y españoles, provocó el colapso de las aparentemente inagotables poblaciones. A día de hoy no se han recuperado, y las islas dependen de las subvenciones y las obras públicas. Mientras tanto, las poblaciones de cangrejos de mar nórdicos se han reducido también a la mitad, por lo que el número de puestos de trabajo se ha reducido mucho. Se supone que los acuicultivos son un remedio, pero la experiencia en otras zonas demuestra que esto amenaza aún más a las poblaciones silvestres. Las vieiras también se cultivan y sus desechos se utilizan para alimentar a los peces en los acuicultivos. También en este caso, las poblaciones silvestres se habían reducido en casi un 90%. Ahora se utilizan fondos públicos para promover la reintroducción.
Las medidas de conservación se dirigen al bosque boreal de coníferas. El ciervo de cola blanca, introducido por los cazadores en 1952 y cuyas poblaciones no están controladas, ha contribuido a la desaparición de casi un tercio del bosque desde 1952. Más de 500 cazadores impiden que se resuelva el problema, sobre todo porque prácticamente no hay restricciones. El gobierno de París se esfuerza por señalizar los hábitats importantes, aunque no exista una legislación de conservación de la naturaleza en esta parte del territorio francés. Esto es especialmente cierto para las zonas de reproducción de especies de aves raras, como el chorlito patinegro, que está en peligro de extinción. Por otro lado, son comunes los charranes y otras golondrinas. La isla de Grand Colombier es uno de los refugios más importantes para aves marinas como alcaudones, frailecillos (unas 10.000 parejas reproductoras) y numerosas aves zancudas.
No hay ningún santuario de focas, así que cuando las focas madre, asustadas por los vehículos en la playa, abandonan a sus crías, éstas no tienen ninguna posibilidad de sobrevivir.

Zona Económica Exclusiva de San Pedro y Miquelón

### Mar territorial
El nuevo derecho del mar, definido por la Convención de las Naciones Unidas sobre el Derecho del Mar (1973), permite ahora a los Estados ampliar su zona económica más allá de las 200 millas náuticas (unos 370 km) e incluir la plataforma continental circundante.
En abril de 1988, la ostentosa intrusión del arrastrero Croix-de-Lorraine en aguas canadienses, a instancias de los principales representantes electos del archipiélago, condujo a su detención por la Guardia Costera canadiense. La tripulación, los cuatro cargos electos y el obispo católico del archipiélago que se encontraban a bordo fueron detenidos durante dos días en St. John's, Terranova, y luego liberados tras el pago de una fuerte multa por parte del Estado francés. El posterior arbitraje internacional de 1992 sólo concedió 12.400 kilómetros cuadrados de zona económica exclusiva a Francia, en lugar de los 47.000 solicitados por la parte francesa.
Canadá rechaza cualquier ampliación de las aguas territoriales de las islas de Saint-Pierre-et-Miquelon en detrimento de su propia zona económica identificada al sur de Terranova. Ottawa se adhiere a la delimitación de la frontera marítima establecida en el laudo del tribunal arbitral de Nueva York. Sin embargo, esta decisión nunca ha sido aceptada ni por Francia ni por Canadá, aunque este último país se refiera a ella, y menos aún por los cargos electos de Saint-Pierre-et-Miquelon. La cuestión de la pesca, que plantea problemas entre Canadá y Francia, también plantea problemas entre las propias provincias marítimas canadienses y sus autoridades federales. Sin embargo, este problema ya no es tan grave como antes de 1990 debido a la disminución de las poblaciones de peces y a la moratoria global impuesta por Ottawa en todo su ámbito desde entonces, que ha provocado el colapso de la pesca industrial en todas las provincias atlánticas de Canadá y en San Pedro y Miquelón.
Los cargos electos de San Pedro y Miquelón fundaron en marzo de 2009 el "Colectivo por la plataforma continental", con el objetivo de animar a París a presentar una carta de intenciones a la Comisión de Límites de la Plataforma Continental de la ONU antes del 13 de mayo de 2009, para obtener una ampliación de los derechos del archipiélago en esta zona. Canadá ha elaborado un proyecto de estudio jurídico en el que se argumenta contra una posible ampliación de la plataforma continental de este archipiélago francés. El 25 de marzo de 2009, la ministra del Interior, Michèle Alliot-Marie, anunció la redacción de una carta de intenciones para solicitar a la ONU la ampliación de las zonas de pesca del archipiélago. El 8 de mayo de 2009, Francia presentó una solicitud preliminar a las Naciones Unidas para ampliar la plataforma continental francesa frente a San Pedro y Miquelón, así como la Polinesia Francesa y Wallis y Futuna. Este caso está paralizado.

### Fauna y Flora

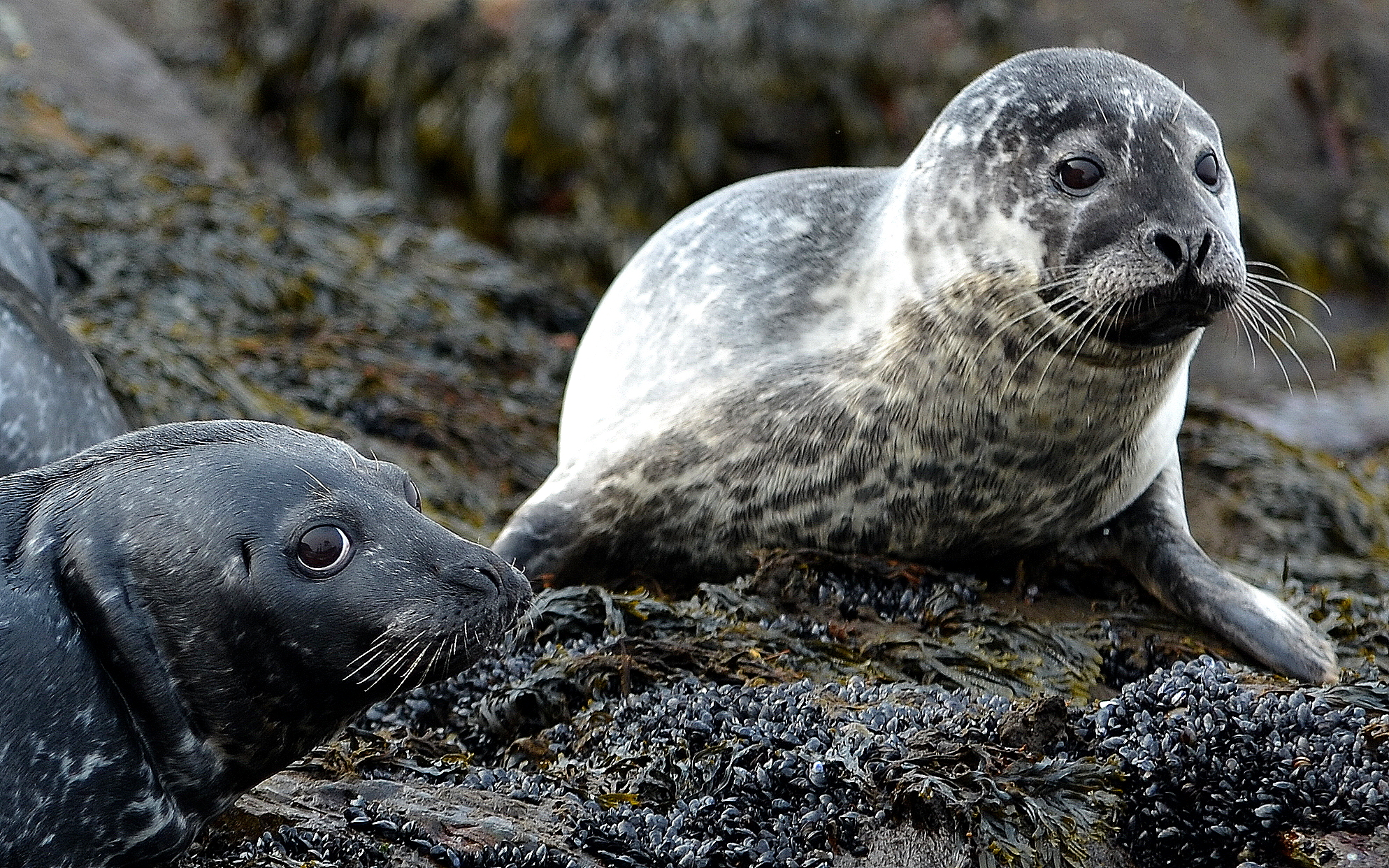
Focas (Phocidae) en San Pedro y Miquelón

Los principales mamíferos del archipiélago, introducidos con fines cinegéticos, son el ciervo de cola blanca (Odocoileus virginianus), la liebre variable (Lepus timidus) y la liebre ártica (Lepus arcticus): también pueden verse algunos ejemplares de zorro rojo (Vulpes vulpes). Entre los roedores, el más común es el topillo de Pensilvania (Microtus pennsylvanicus).
Los lagos de Saint-Pierre presentan una fauna dominada por la trucha asalmonada (Oncorhynchus mykiss) y la anguila americana (Anguilla rostrata).
En cuanto a la fauna marina del archipiélago, la foca común (Phoca vitulina), la foca gris (Halichoerus grypus), la foca de casco (Cystophora cristata) y la de Groenlandia (Pagophilus groenlandicus), la ballena jorobada (Megaptera novaeangliae), la ballena minke (Balaenoptera physalus) el rorcual aliblanco (Balaenoptera acutorostrata), la orca (Orcinus orca), la beluga (Delphinapterus leucas), varias especies de delfines, el salvelino (Salvelinus fontinalis), el osmán (Osmerus), el espinoso (Gasterosteidae) y el salmón rosado (Oncorhynchus gorbuscha).
En cuanto a la ornitología local, hay casi 320 especies de aves, de las cuales las más comunes son varios géneros de patos, gorriones de corona blanca (Zonotrichia leucophrys), parúlidos (Parulidae), los florines americanos (Regulus satrapa), los herrerillos (Paridae), los colorines de nieve (Plectrophenax nivalis) y las alondras (Alauda arvensis).
La flora, en cambio, es más escasa, estando compuesta, salvo algunos bosques de coníferas, principalmente por helechos (Filicophyta) y arbustos típicos de la taiga.

## Demografía

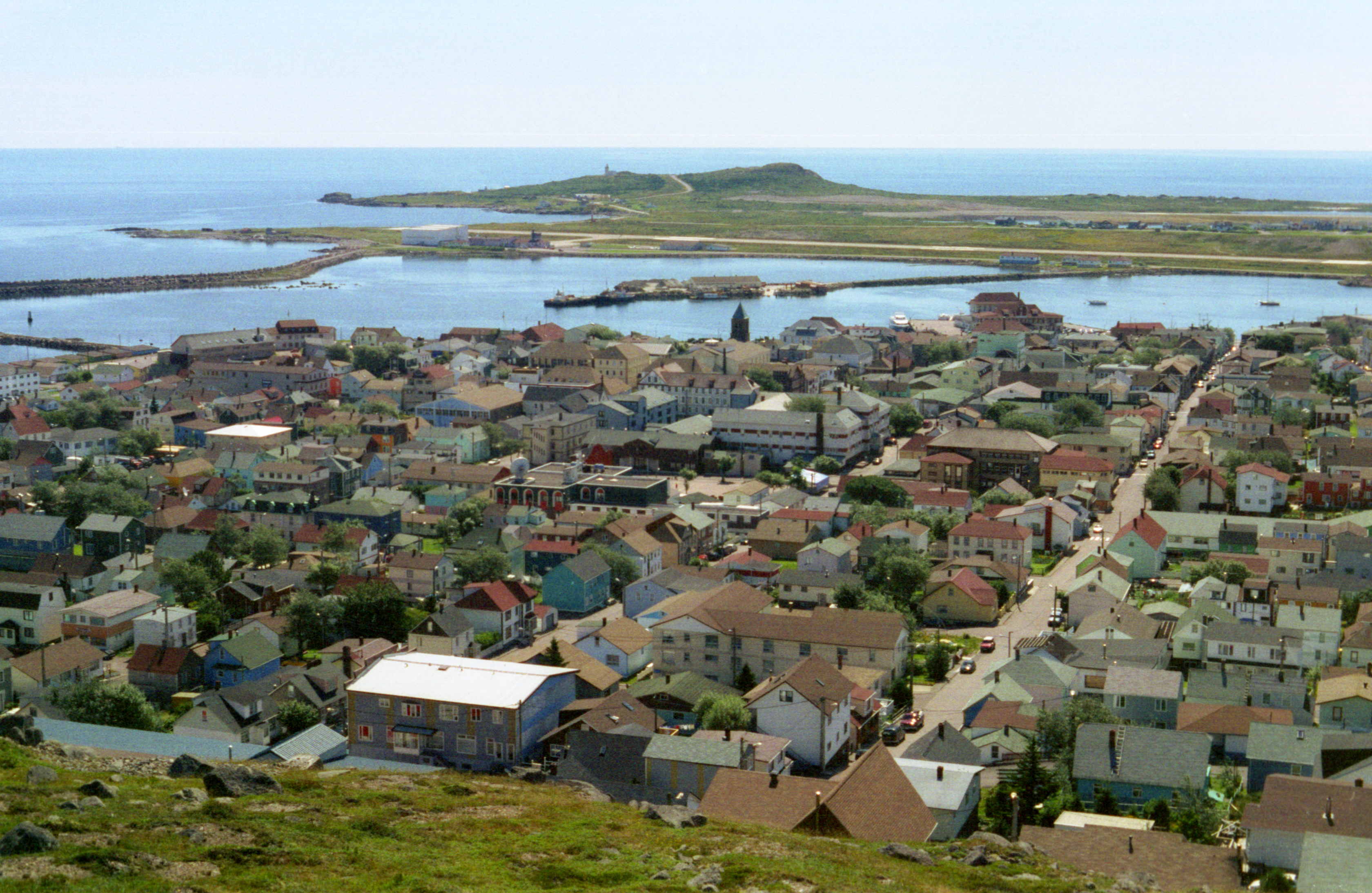
Vista de la localidad de San Pedro (Saint-Pierre)

La población total de las islas en el censo de enero de 2016 era de 6.008 habitantes, de los cuales 5.412 vivían en Saint-Pierre y 596 en Miquelon-Langlade. En el censo de 1999, el 76% de la población había nacido en el archipiélago, mientras que el 16,1% había nacido en la Francia metropolitana, lo que supone un fuerte aumento respecto al 10,2% de 1990. En ese mismo censo, menos del 1% de la población declaró ser extranjera.
El archipiélago tiene un alto índice de emigración, sobre todo entre los jóvenes adultos, que a menudo se marchan para cursar sus estudios sin regresar después. Incluso en la época de gran prosperidad de la pesca del bacalao, el crecimiento de la población siempre se ha visto limitado por la lejanía geográfica, el clima duro y los suelos infértiles.
Las ruinas demuestran que los indígenas americanos visitaban el archipiélago en expediciones de pesca y caza antes de que fuera colonizado por los europeos. La población actual es el resultado de la afluencia de colonos procedentes de los puertos franceses, sobre todo normandos, vascos, bretones y saintongeais, y también de la zona histórica de Acadia en Canadá (península de Gaspé, partes de Nuevo Brunswick, isla del Príncipe Eduardo y Cabo Bretón), así como de los francófonos que se asentaron en la península de Port au Port, en Terranova.

### Educación
Las escuelas de San Pedro y Miquelón forman parte de la Academia de Normandía (Académie de Normandie), que está representada por el Servicio de Educación Nacional (Service de l'Éducation nationale) de San Pedro y Miquelón.

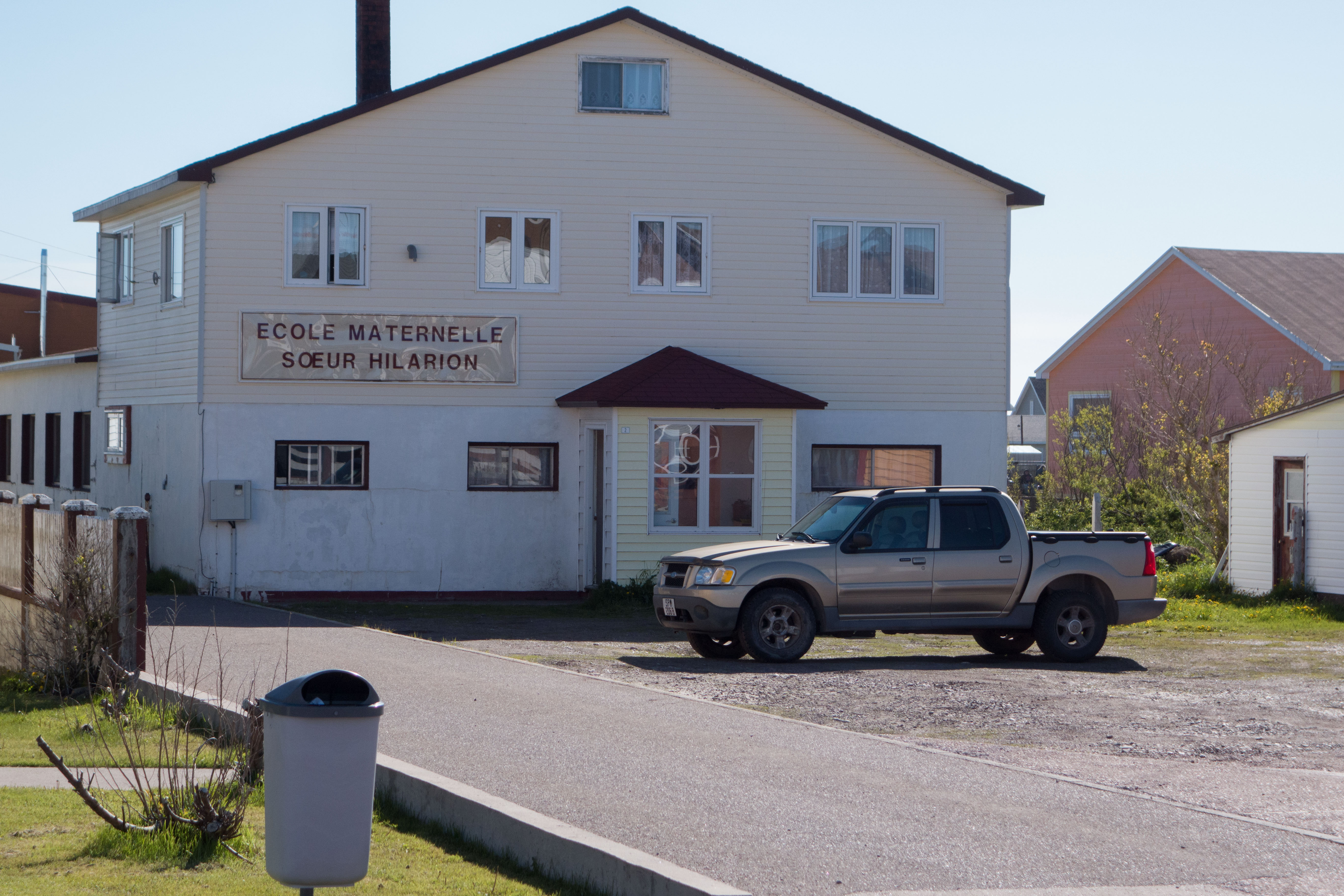
Escuela Maternal privada Soeur Hilarion (École maternelle privée Soeur Hilarion)

Las escuelas públicas constan de cuatro escuelas primarias, un colegio (collège) con un anexo en Miquelon, un liceo estatal y un liceo profesional en San Pedro. La primera clase de seconde se inauguró en octubre de 1963. La educación privada, bajo contrato con el Estado, incluye cuatro escuelas primarias y una escuela secundaria con una sección técnica. En 2006, se matricularon 1.330 estudiantes.
Tras el bachillerato, los estudiantes de San Pedro y Miquelón pueden continuar sus estudios fuera del archipiélago (que no tiene instalaciones universitarias) con un pasaporte de movilidad concedido sobre la base de un expediente y bajo la autoridad del prefecto. La colectividad territorial de San Pedro y Miquelón también puede hacerse cargo de los gastos de transporte a la Francia metropolitana y de un viaje anual de ida y vuelta durante las vacaciones de verano (durante los tres primeros años de estudio). La mayoría de los estudiantes optan por continuar sus estudios en la Francia Europea.

### Lenguas
El único idioma oficial en San Pedro y Miquelón como en el resto de Francia es el francés, el francés hablado es similar al de las regiones francesas de Normandía y Bretaña. La mayoría de los habitantes descienden de colonos normandos, bretones y del País vasco francés (Pays basque français). Aunque la ascendencia acadiana es modesta, hay una importante ascendencia inglesa e irlandesa entre la población, como resultado de los numerosos matrimonios de estos colonos con mujeres jóvenes que llegaron de la vecina costa de Terranova para trabajar en labores domésticas, sobre todo en el siglo XIX y hasta mediados del siglo XX.
El inglés es muy común, y generalmente es hablado como segunda lengua por la mayoría de la población: es muy útil para el sector turístico, ya que el archipiélago recibe muchos turistas anglófonos estadounidenses y canadienses. En el sector pesquero, es muy útil para comunicarse con los pescadores de habla inglesa de Terranova y otros lugares de América del Norte

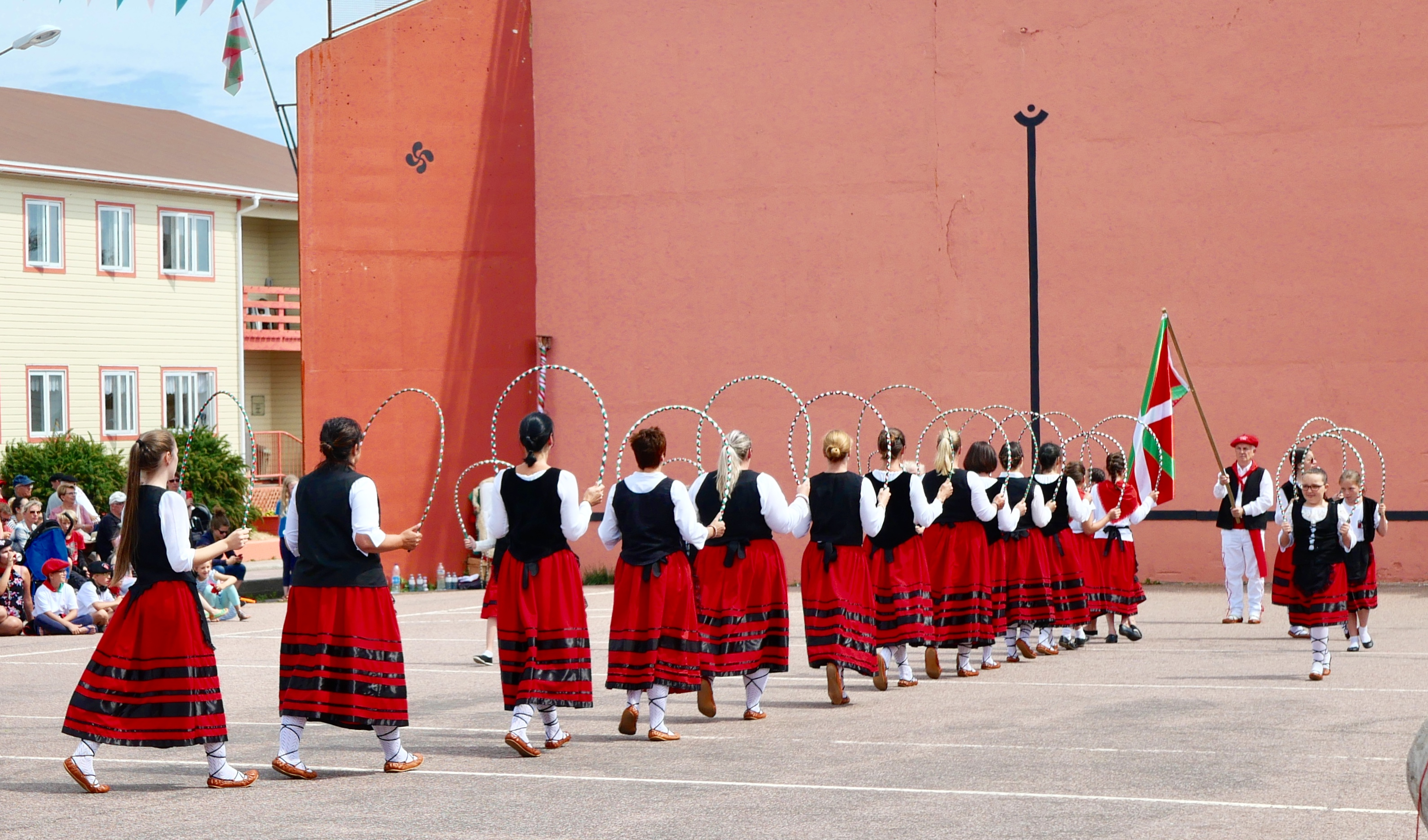
Danzas folclóricas durante las Fiestas Vascas (Fêtes basques)

El euskera o vasco, antiguamente hablado en ámbitos privados por personas de ascendencia vasca, desapareció de las islas a finales de la década de 1950. Fueron muchos los vascohablantes que fueron a Saint-Pierre y Miquelon en el siglo XIX, a mediados del siglo la mayoría de los ciudadanos declaraban tener antepasados de origen vasco.
Hay muchas denominaciones de origen vasco: Artano, Detcheverry o Etcheberry, Arrosamena, Tellechea, Haran, Daguerre, Goïcoetchea, Apestéguy, Borotra.
Entre los topónimos se encuentran Tétons de la Mère Dibarboure (las colinas, al norte de Langlade), Cap aux Basques (Cabo de los Vascos), Point aux Basques (Punta de los Vascos en San Pedro), la Ferme Larranaga (Granja Larranaga, al norte del istmo) o Foin à Ange Detcheverry (en el interior de Miquelón); Port Aux Basques (Puerto de los Vascos), y hay además una calle de los vascos (rue des Basques) en San Pedro y otra en Miquelón.

### Salud
En San Pedro se encuentra el hospital François-Dunan (centre hospitalier François-Dunan), con 59 camas y un servicio de urgencias. Emplea a unas 380 personas, de las cuales unas 20 son personal médico. Varios especialistas acuden allí en misión durante el año. El fondo de previsión local contribuyó a la creación de un centro de salud separado del hospital en 2007. En Miquelón hay un puesto médico con un doctor.
Una de las características del sistema sanitario del archipiélago es su elevado coste, que se compensa parcialmente con el presupuesto nacional. Este coste se debe principalmente a las evacuaciones médicas de los pacientes que requieren una atención que no puede prestarse localmente. En 2016 se produjeron 844 evacuaciones de este tipo (730 en 2015), de las cuales el 82 % fueron a Canadá (principalmente al hospital de St John's con el que existe un acuerdo tripartito con el centro de salud de San Pedro y la caja de la seguridad social) y el 18 % al continente europeo.
La pandemia de Covid-19 llegó a la colectividad de ultramar de San Pedro y Miquelón el 5 de abril de 2020. La colectividad, así como todo el territorio nacional de Francia, fue puesta bajo contención el 17 de marzo de 2020.
El 5 de abril de 2020 se confirmó el primer caso en la colectividad. Anteriormente se había suspendido el servicio de transbordadores entre Terranova y San Pedro y Miquelón. Se redujeron los servicios aéreos y de transbordador entre las islas de San Pedro y Miquelón. El sector turístico se vio afectado por la pandemia y las medidas relacionadas con ella. El 28 de enero de 2021, la Prefectura de Saint-Pierre-et-Miquelon anunció un caso positivo el número 24. En 2022 se relajaron las medidas sanitarias.

### Religión

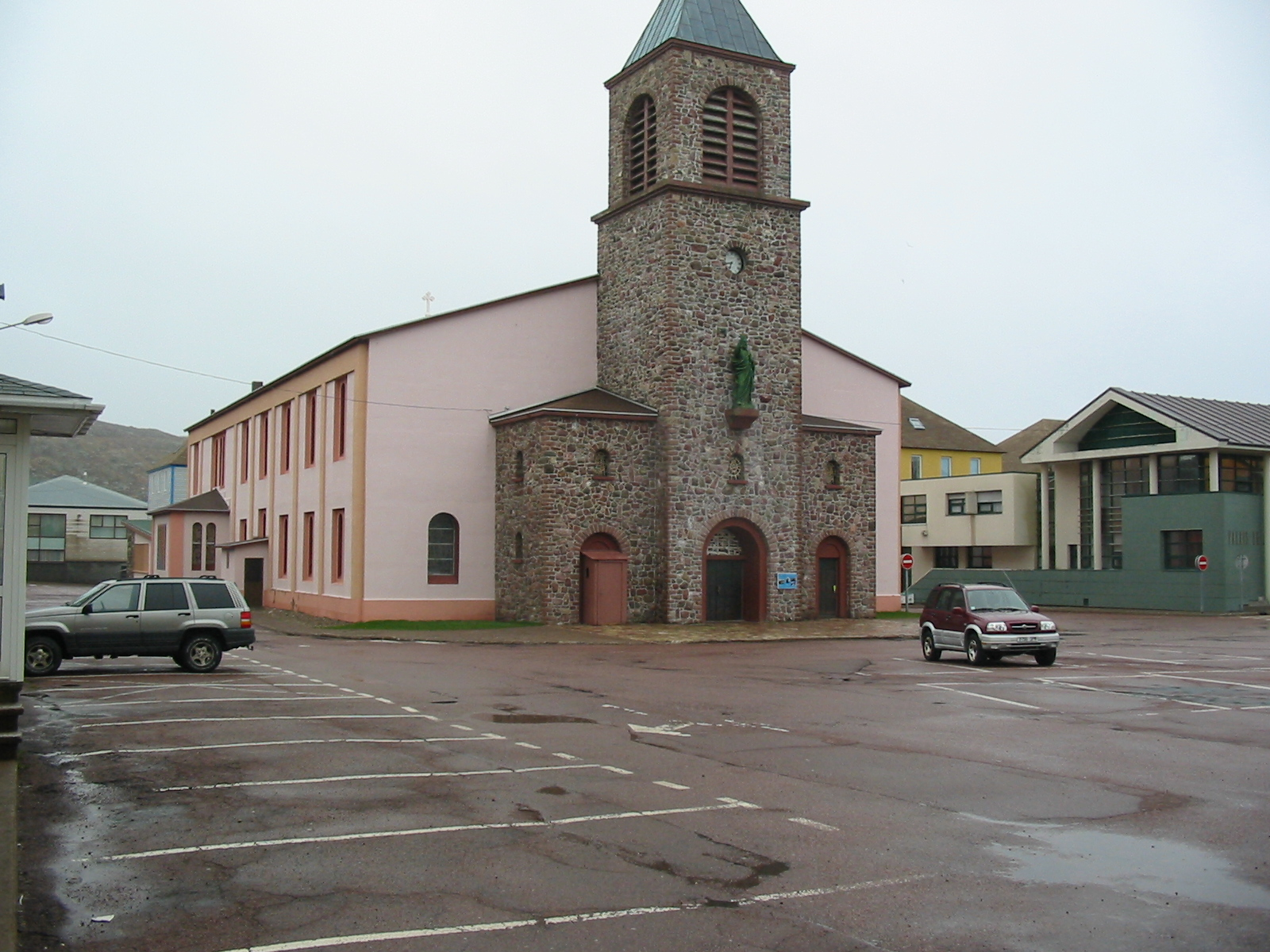
Catedral de San Pedro y Miquelón (Cathédrale de Saint-Pierre-et-Miquelon)

La religión dominante en el territorio es el cristianismo siendo la Iglesia católica la más importante para la mayoría de los habitantes. Hasta el 1 de marzo de 2018, el territorio del archipiélago constituía el Vicariato Apostólico de San Pedro y Miquelón (vicariat apostolique de Saint-Pierre et Miquelon o Insularum S. Petri et Miquelonensis). Pero en esa fecha, el papa Francisco suprimió el vicariato y su territorio adscrito a la diócesis de La Rochela y Saintes (Diocèse de La Rochelle et Saintes o Dioecesis Rupellensis-Santonensis, un vicario episcopal fue nombrado por el obispo en 2018). El exégeta católico Simon Légasse, de la Orden de los Hermanos Menores Capuchinos, es natural de Saint-Pierre.
La pequeña comunidad protestante evangélica tienen un lugar de culto, y los testigos de Jehová tienen el suyo también, construido en agosto de 2013. 
La estructura religiosa más relevante es la catedral de Saint-Pierre de San Pedro y Miquelón que pertenece a la Iglesia católica. La primera iglesia de San Pedro se construyó en 1690; fue dañada por la explosión de un polvorín en 1846. La nueva iglesia parroquial se construyó en 1852, pero fue destruida por un incendio en 1902.
El edificio actual se construyó entre 1905 y 1907. Se inauguró el 1 de diciembre de 1907. La catedral fue clasificada como monumento histórico de Francia por un decreto del 18 de febrero de 2020.

## Economía

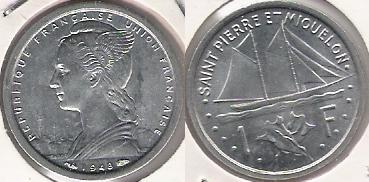
Moneda de un franco acuñado en 1948 para uso en San Pedro y Miquelón.

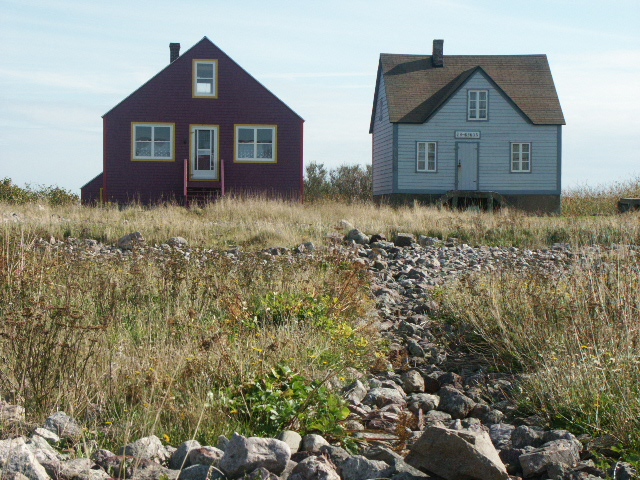
Isla de los Marineros (Île aux Marins).

Las islas han dependido de la pesca del bacalao durante los últimos cuatro siglos. Sin embargo, la sobreexplotación de los bancos ha llevado a que Canadá imponga largas vedas pesqueras, y, como las cuotas pesqueras son controladas por Canadá, San Pedro y Miquelón, y la industria pesquera francesa en general, han sido seriamente afectadas.
Se han hecho esfuerzos, con ayuda del Gobierno francés, para diversificar la economía local. Se han desarrollado el turismo, las piscifactorías y las granjas de vieiras, la pesca del cangrejo y la agricultura.
Entre 1890 y 1965 los isleños usaron el franco de San Pedro y Miquelón, que era equivalente al franco francés hasta 1945, después con el franco CFA entre 1945 y 1960, con el nuevo franco hasta 1965, cuando la moneda francesa fue establecida como la única moneda de curso legal. Desde 2002 los isleños usan el euro. En cuanto a los sellos postales, hasta 1960 usaban los franceses, pero ahora usan los propios. Las tarifas postales internas de Francia son las aplicadas entre el territorio metropolitano francés y las islas. El código postal (francés) es el 97500.

### Pesca
La pesca del bacalao y el apoyo de los barcos de pesca europeos y asiáticos era la actividad tradicional y principal del archipiélago situado no muy lejos de los Grandes Bancos de Terranova, donde el bacalao era abundante. A partir de los años 50, adquirió un carácter industrial con barcos de arrastre modernos muy eficaces. Sin embargo, tras la decisión del tribunal de arbitraje de Nueva York en 1992 de delimitar la zona económica exclusiva francesa en torno al archipiélago y la moratoria canadiense sobre la pesca de esta especie poco después, tras un importante descenso del recurso, la actividad se desplomó hasta un nivel muy bajo.
Además de una escasa cuota de bacalao, se desarrolló una pesca artesanal que se orientó hacia el cangrejo de las nieves, el pepino de mar, la lumpo, la langosta, etc. Así, el balance de importación/exportación, que en los mejores años se acercaba al 50% gracias a las exportaciones de pescado, se redujo a cerca del 10%, lo que puso de manifiesto la gran debilidad de la economía local. Todo el sector sólo sobrevive gracias al sólido apoyo financiero del Estado y de la colectividad territorial.
El 29 de enero de 1962, el arrastrero Ravenel se perdió en cuerpo y alma con los 15 marineros de su tripulación. La tragedia tuvo lugar frente a la costa de Terranova, tras un accidente marítimo que no se ha podido contabilizar.
El 30 de octubre de 1962, el arrastrero Galantry se hundió en las orillas de Terranova. Al girar su red de arrastre, la escotilla divergente golpeó violentamente el casco y lo rompió, creando una entrada de agua que hundió el pesquero. La tripulación fue rescatada por un arrastrero canadiense.

### Agricultura

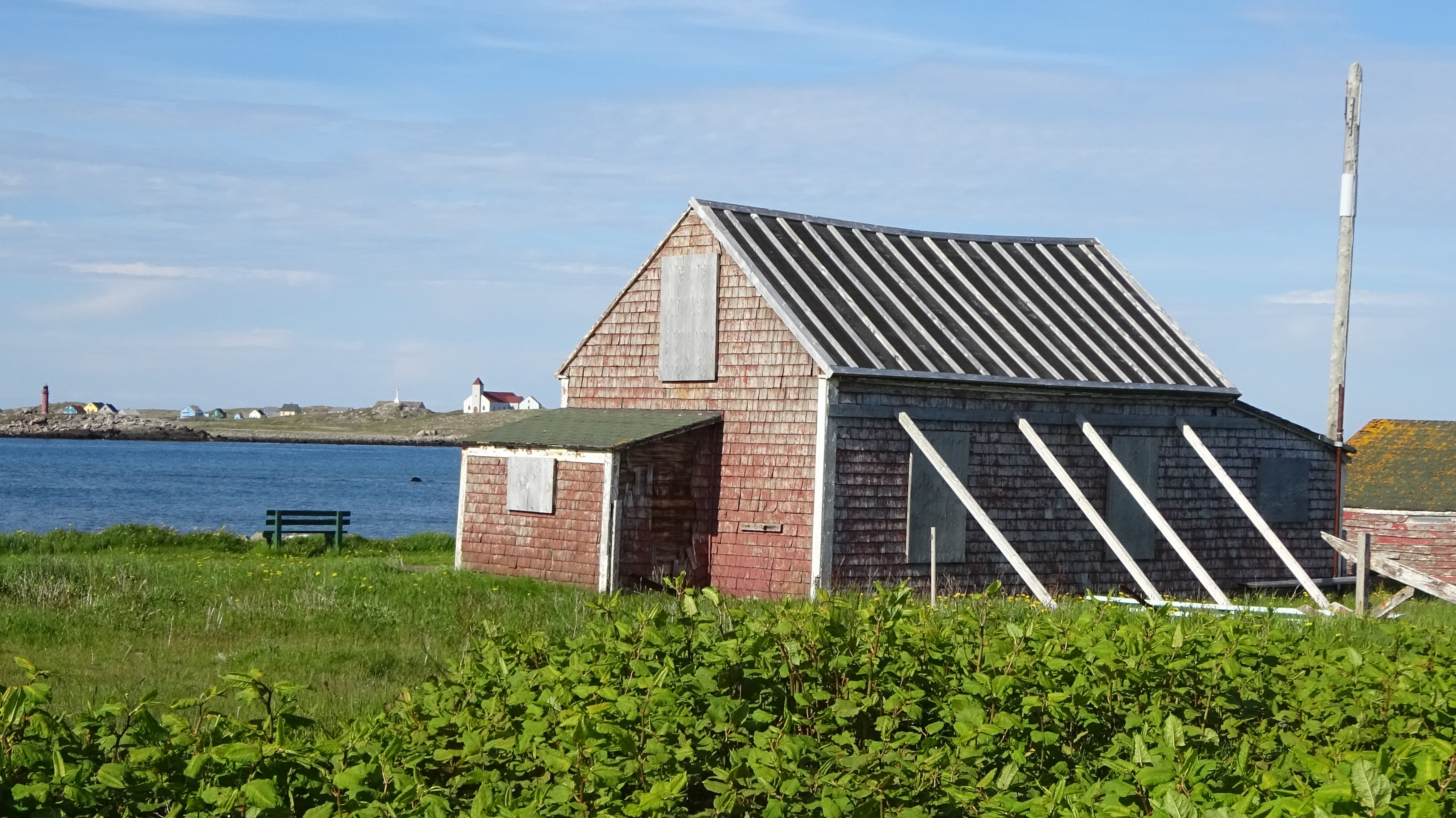
Paisaje rural en San Pedro

La dureza del clima hasta la primavera reduce la temporada agrícola a unos tres meses. La falta de tierras fértiles y de suelos -demasiado turbosos y arcillosos- aptos para el cultivo de cereales es una desventaja adicional. Desde principios de los años 90, se han llevado a cabo diversas operaciones de desarrollo, entre ellas el cultivo de productos de huerta, principalmente lechugas y fresas, en invernaderos de frío y calor. La producción animal consiste principalmente en pollos de engorde, huevos, patos y corderos. Todo el sector se beneficia del apoyo de la metrópoli (juntas agrícolas de la Dirección de Agricultura y Silvicultura) y de las disposiciones del código de inversiones locales, pero sólo puede satisfacer una pequeña parte de la demanda de los consumidores.

### Construcción y obras públicas
La construcción, que da empleo a cerca del 10% de la población activa, estimada en 3.200 personas, es un sector económico esencial. Sujeta a la estacionalidad climática, es principalmente activa desde abril-mayo hasta finales de noviembre. Caracterizada por el predominio de viviendas unifamiliares, mantiene un perfil artesanal de calidad. El problema de la vivienda en San Pedro y Miquelón es muy diferente al de otras colectividades de ultramar. La insalubridad y la falta de confort son prácticamente inexistentes, al igual que los barrios de viviendas humildes. En el censo de 1999, había 2.415 residencias principales, 428 secundarias, 15 ocasionales y 78 vacías. En 2006, las cifras son de 2.517 residencias principales pero 173 viviendas vacías. A pesar del envejecimiento de la población, el número de viviendas ha aumentado un 5,8% en Saint-Pierre y un 7,3% en Miquelon-Langlade.

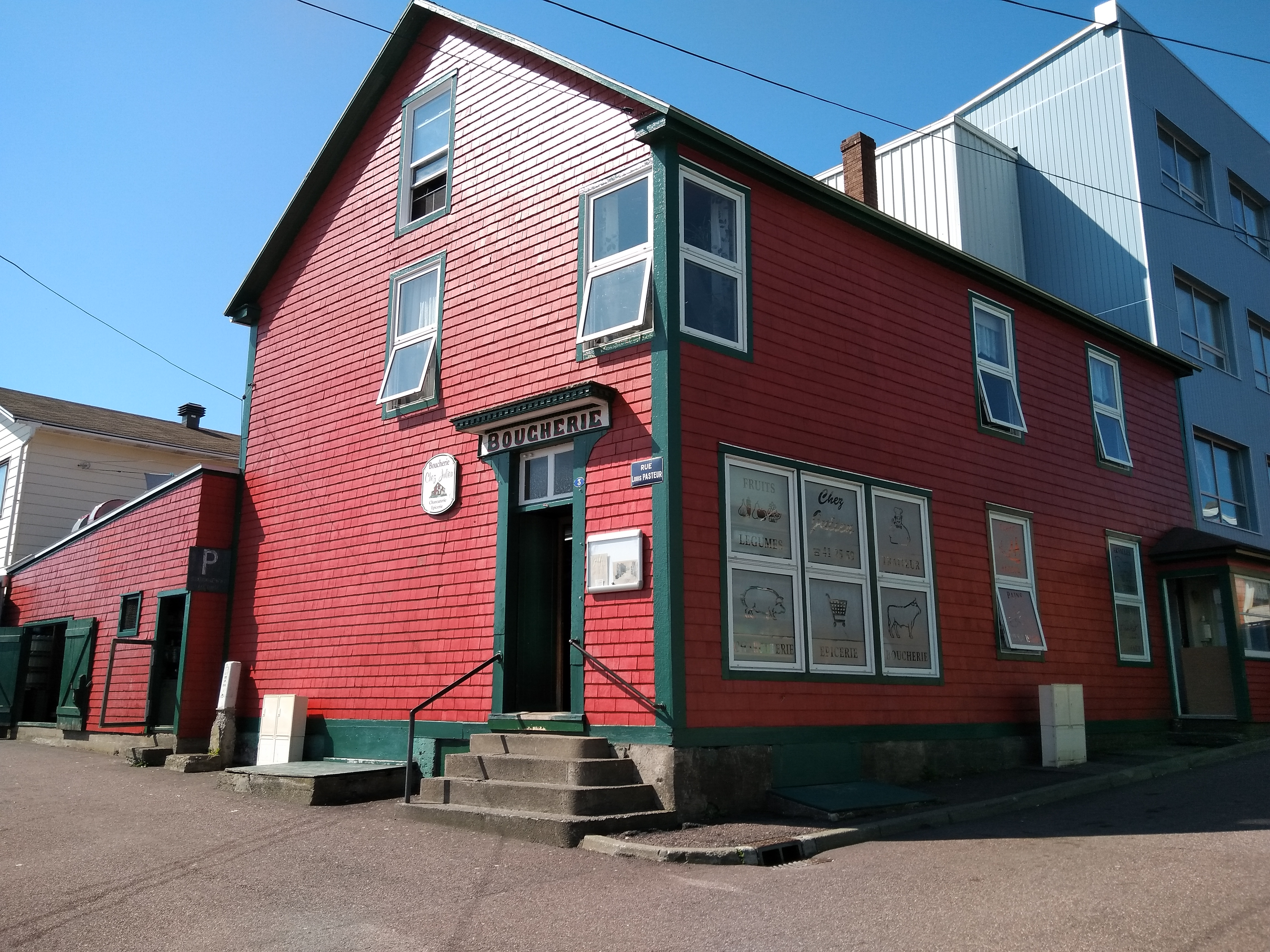
Una Carnicería en San Pedro

Las obras públicas, realizadas por unas pocas empresas locales, dependen en gran medida de los encargos públicos, que cuentan con el apoyo del Estado, la colectividad territorial y los dos municipios (municipalités).

### Comercio
El comercio es una fuente de empleo para alrededor del 15% de la población activa y es principalmente un comercio de distribución. Desde 1980 se han desarrollado algunas tiendas locales bastante grandes. La insularidad, la estrechez del mercado y la lejanía contribuyen a una gestión a veces delicada. La mayoría de los suministros provienen del subcontinente norteamericano, sobre todo en lo que respecta a materiales de construcción, aceite, carne y productos vegetales. Lo mismo ocurre con la mitad del gran parque automovilístico y la gran maquinaria de movimiento de tierras, así como con las numerosísimas embarcaciones de recreo. Todas las importaciones, vengan de donde vengan (extranjeras o francesas), están sujetas a derechos e impuestos destinados al presupuesto local.

### Turismo
La temporada turística se divide en dos periodos:

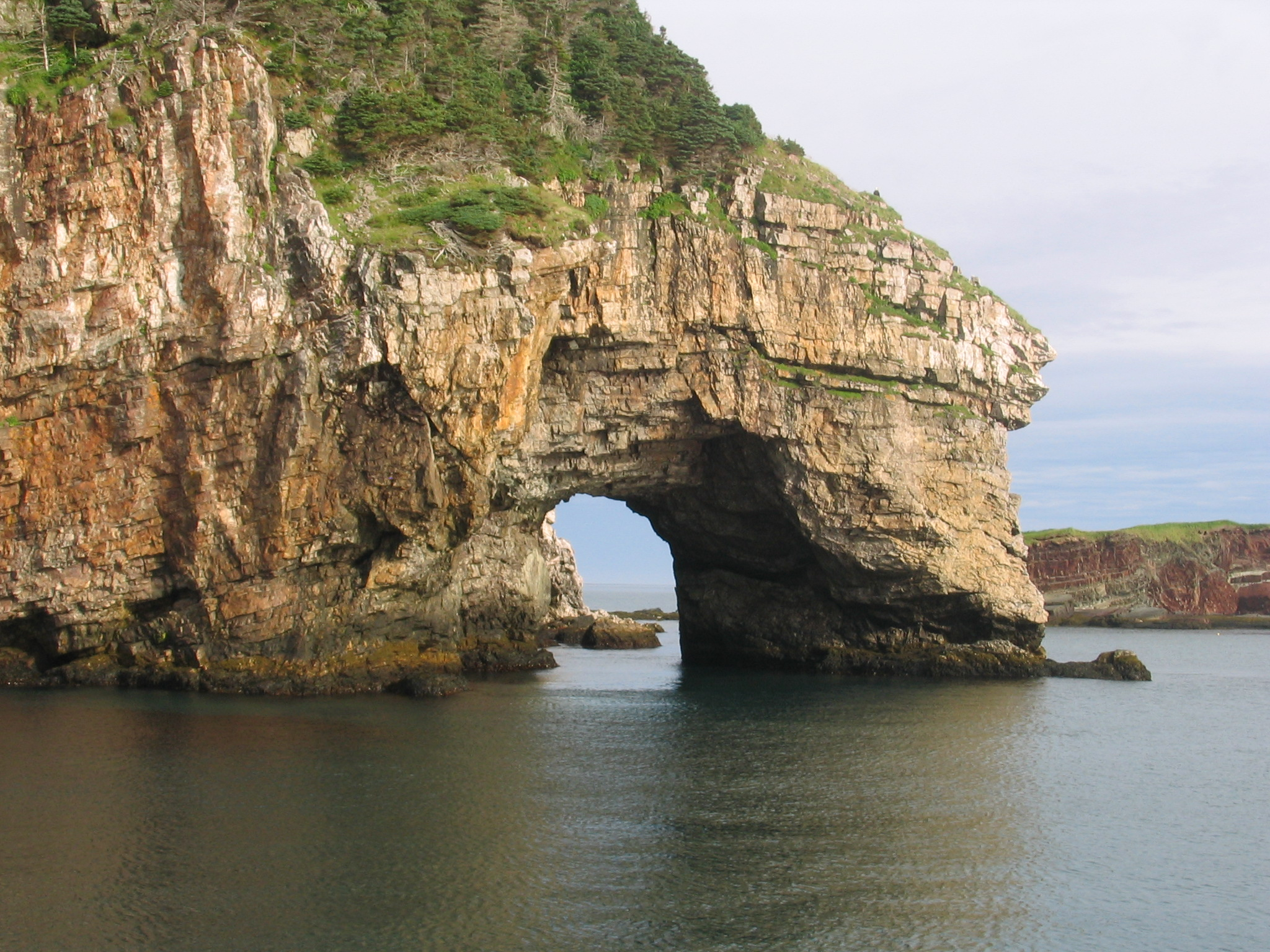
Arco natural en la costa de la isla de Miquelón

En la temporada alta, de mayo a octubre, las infraestructuras dedicadas están a pleno rendimiento. La mayoría de los visitantes llegan en barco y son canadienses. Los estadounidenses y los franceses de Europa también hacen el viaje a estas islas en América del Norte.
En la temporada baja, de noviembre a abril, el turismo de negocios es el más representado. Estos turistas vienen a trabajar durante periodos más o menos largos y también aprovechan para visitar y descubrir el archipiélago. Es también durante este periodo cuando recalan los cruceros (dieciséis en 2019), que permiten a los navegantes explorar las islas durante unas horas.
Los atractivos turísticos de Saint-Pierre-et-Miquelon son su entorno natural intacto (el único bosque boreal de Francia) y su accesibilidad, que ve la llegada y salida de numerosas especies (frailecillos, águilas calvas y orcas, entre otras).

### Hidrocarburos
Las compañías petroleras estadounidenses que explotan los yacimientos submarinos de la costa este de Canadá han mostrado su interés por buscar hidrocarburos líquidos o gaseosos en la "tubería" de la zona económica exclusiva francesa al sur del archipiélago, en la zona más cercana a la cuenca de gas de la isla de Sable. En 2001 se llevaron a cabo perforaciones de exploración y la exploración está en curso.
Dados los importantes beneficios económicos de la explotación petrolífera en alta mar en Terranova y Nueva Escocia, Saint-Pierre-et-Miquelon es consciente de los beneficios potenciales en caso de que se descubra un yacimiento interesante en su propia zona o en la "zona de cogestión" franco-canadiense que están estudiando París y Ottawa al sur de Saint-Pierre en lo que actualmente se denomina la "baguette francesa".
El canon que deben pagar los titulares de títulos mineros de hidrocarburos líquidos o gaseosos frente a San Pedro y Miquelón es un impuesto francés creado en 1998 para permitir que San Pedro y Miquelón reciba dividendos de la explotación de sus fondos marinos.
En 1993, los legisladores franceses decidieron fomentar la exploración eximiendo de cánones a los yacimientos de hidrocarburos en alta mar. La adopción del artículo 27 de la Ley de Finanzas de 1994 tenía también por objeto evitar el agotamiento de los yacimientos terrestres de Aquitania y de la cuenca de París.
Sin embargo, la situación cambió unos años después. El 23 de febrero de 1998, el Gobierno francés firmó un decreto por el que se concedía una licencia exclusiva de exploración de hidrocarburos a la empresa canadiense Gulf Canada por un periodo de tres años en una superficie de 396.000 hectáreas. Por ello, Gérard Grignon, diputado de Saint-Pierre-et-Miquelon, propuso modificar el proyecto de ley de finanzas de 1998 para restablecer el canon, pero sólo en Saint-Pierre-et-Miquelon. La Ley de Finanzas n.º 98-1266 de 30 de diciembre de 1998 modifica el artículo 31-1 del Código de Minas.
"Para la zona económica exclusiva francesa en el mar frente a San Pedro y Miquelón, se establece un canon específico, debido por los titulares de concesiones de explotación de hidrocarburos líquidos o gaseosos, en beneficio de la colectividad territorial de San Pedro y Miquelón".
Los ingresos del canon podrían alcanzar el importe del presupuesto de la colectividad de Saint-Pierre-et-Miquelon si se explotan los yacimientos.
Durante el proyecto de ley de finanzas de 2012, Christiane Taubira planteó la idea de ampliar el canon adoptado para San Pedro y Miquelón a las regiones de ultramar, en particular Guadalupe, Guayana Francesa y Martinica. La diputada de Guayana Francesa aceptó retirar su enmienda tras recibir garantías de Valérie Pécresse, ministra del Presupuesto, de que esta cuestión se resolvería antes de fin de año sin esperar a la reforma del código minero.
En 2014, la Inspección General de Hacienda (IGF) catalogó el canon como uno de los 192 impuestos de baja rentabilidad. La misión recomendó la supresión del canon "que parece posible sin perjuicio de las disposiciones específicas sobre la fiscalidad de los hidrocarburos aplicables en San Pedro y Miquelón (artículos 134 bis y ter del código fiscal local)".

## Transporte
San Pedro dispone de un aeropuerto con vuelos regulares a varios aeropuertos canadienses y al pequeño aeródromo de Miquelón. Un enlace de carga marítima conecta el puerto de Saint-Pierre con el de Halifax, en Nueva Escocia.

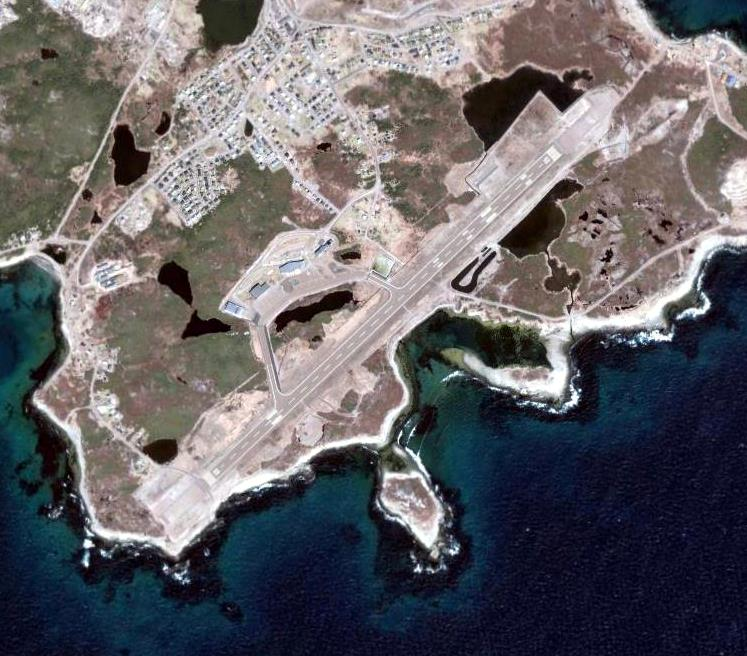
Vista aérea del Aeropuerto de San Pedro

El puerto de San Pedro también ofrece transporte de pasajeros a Miquelón y al puerto de Fortune, en la isla de Terranova, mediante rutas regulares o estacionales.
No hay ninguna conexión marítima o aérea regular entre el archipiélago y la Francia continental. Sin embargo, desde el 2 de julio de 2018, Air Saint-Pierre, en el marco de una delegación de servicio público y con la ayuda del Estado, ha establecido un vuelo semanal directo desde el aeropuerto de París-Charles-de-Gaulle operado por ASL Airlines France, para los meses de julio y agosto.
El grueso de las infraestructuras de transporte se concentra en la isla de San Pedro, la más pequeña de las tres principales del archipiélago, junto con Miquelón y Langlade, que están unidas por un istmo de arena. Pero Saint-Pierre, por su puerto natural, ha concentrado la actividad pesquera y las actividades asociadas, y por tanto la población. Hoy en día, el 90% de los habitantes del archipiélago viven allí. Saint-Pierre cuenta con un puerto que puede acoger buques de carga y grandes arrastreros, y un aeropuerto con enlaces marítimos y aéreos regulares con el vecino Canadá. Sin embargo, la ampliación por parte de Canadá de su zona exclusiva a 200 millas náuticas y su moratoria a la pesca del bacalao, en particular, han hecho que los arrastreros abandonen el archipiélago, reduciendo el tráfico portuario a muy poco desde principios de los años 90.
En 1967, Francia compró a una empresa británica el carguero Sandpiper, construido diez años antes, para que sirviera de enlace entre Saint-Pierre y Canadá y permitiera su reabastecimiento. Este barco fue elegido por su proa reforzada para hacer frente al hielo. Rebautizado como Île-de-Saint-Pierre, servía de enlace entre Saint-Pierre y Canadá, transportando suministros y pasajeros. Permaneció en servicio hasta 1980 (se vendió a una empresa griega y luego se desguazó en Pakistán en 1989). Fue sustituido por el buque de carga rodada Langlade.
En el año 2000, un pequeño buque de carga rodada de 37 metros, el Cap Blanc, fue encargado de transportar mercancías a Saint-Pierre-et-Miquelon.

El 1 de diciembre de 2008, cuando regresaba del puerto de Argentia (Terranova) cargado de sal para la limpieza de carreteras, el Cap Blanc volcó y se hundió varias horas después frente a la península de Burin, a 16 km de la costa de Terranova. Los cuatro miembros de la tripulación fueron dados por desaparecidos.

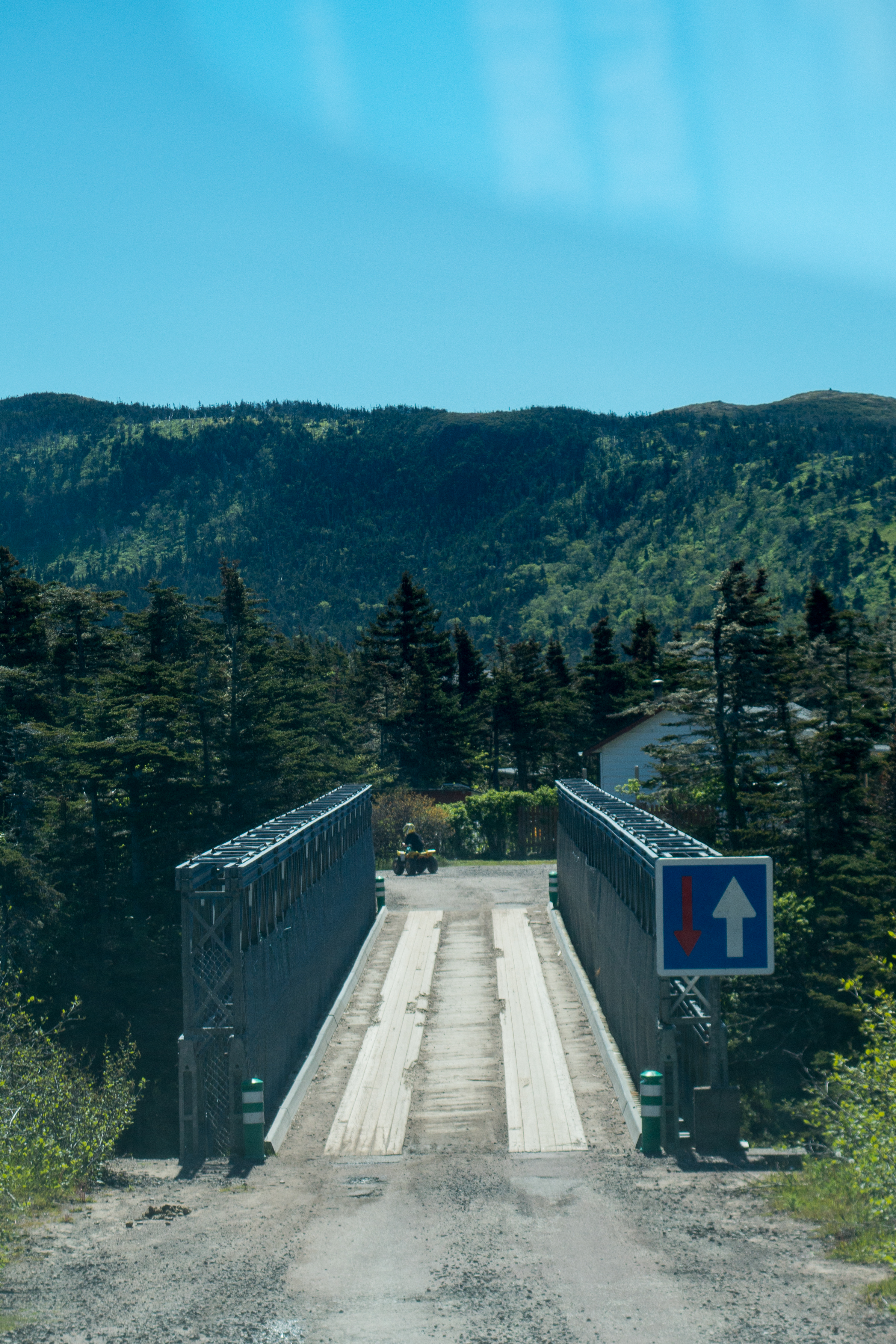
Puente sobre el Belle rivière (Río Belle) en la Isla Langlade

Air Saint-Pierre es la única compañía aérea regular que opera en el archipiélago. Con sede en el aeropuerto de Saint-Pierre, opera las siguientes rutas en virtud de un acuerdo de delegación de servicio público:
- Saint-Pierre/Montreal: dos vuelos semanales durante el verano y un vuelo semanal desde mediados de septiembre hasta finales de junio;
- Saint-Pierre/Halifax, Nueva Escocia: tres vuelos semanales
- Saint-Pierre/St. John's, Terranova: tres vuelos semanales.
- Saint-Pierre/Moncton (Nuevo Brunswick) y St. Pierre/Sydney (Nueva Escocia) en verano con dos vuelos semanales.

El pequeño tamaño del archipiélago y el hecho de que el 90% de los 6.500 habitantes vivan en la isla más pequeña, San Pedro, hacen que la red de carreteras esté poco desarrollada. Sin embargo, el parque automovilístico tiene una importancia considerable: se registraron 6700 vehículos (autos, motos, furgonetas, camiones) (en 2013), es decir, más de un vehículo por habitante. En 2013, Ford fue la principal marca de automóviles presente con 1.500 vehículos, seguida de Renault con 850 vehículos (pero la primera por el número de vehículos privados), Peugeot, 550 vehículos y Suzuki, 425 vehículos. Las marcas de origen estadounidense son mayoría.
Saint-Pierre-et-Miquelon tiene 14,3 km de carreteras nacionales: 10,5 km en Saint-Pierre (RN 1 y RN 2) y 3,8 km en Miquelon (RN 3 y RN 4), y 103 km de carreteras en la comunidad territorial (40 km en Saint-Pierre y 63 km en Miquelon).
El archipiélago no dispone de un servicio de ferrocarril. El único transporte público por carretera es un servicio de transporte escolar prestado por los autobuses escolares estadounidenses, especialmente los Blue Birds o los Girardin.

## Energía
San Pedro y Miquelón es una de las zonas insulares no interconectadas a la red eléctrica metropolitana francesa (ZNI), que cuenta con una legislación específica en materia de producción y distribución de electricidad. Al estar aisladas eléctricamente, las zonas insulares deben producir ellas mismas la energía que consumen.
San Pedro y Miquelón sigue dependiendo totalmente de los combustibles fósiles.
La primera planta de producción eléctrica del archipiélago se creó en 1898 en Saint-Pierre, con una máquina de vapor. En 1905 se añadió un motor hidráulico y en 1918 un motor de gas pobre. Éste fue sustituido en 1928 por un motor diésel, que se utilizó hasta 1948.
En Miquelón, la producción de electricidad no comenzó hasta 1950, y no se suministró las 24 horas del día hasta 1963.
La producción y la red eléctrica fueron nacionalizadas en 1977 y transferidas a EDF.
Las instalaciones de generación de San Pedro y Miquelón incluyen:
- Central térmica diésel de EDF en Saint-Pierre: 21 MW. La electricidad que se consume en la isla de San Pedro, donde se concentra el 90% de la población del archipiélago, se produce en una central con seis motores diésel puesta en marcha en 2015.[92]
- Central térmica de EDF en Miquelón: 5,2 MW diésel.

- Plantas de energía renovable: Miquelón: 10 aerogeneradores (Quadran, antes Aérowatt - 600 kW), cuya producción se detuvo en 2014 por motivos económicos.[93]

La producción está en consonancia con el consumo, que se mantiene estable en la franja de 47 a 49 GWh.
Casi el 100% de la producción se basa en hidrocarburos importados de Canadá. El Plan Energético Plurianual de 2018 contempla la autonomía energética del archipiélago a largo plazo.

## Telecomunicaciones y Medios

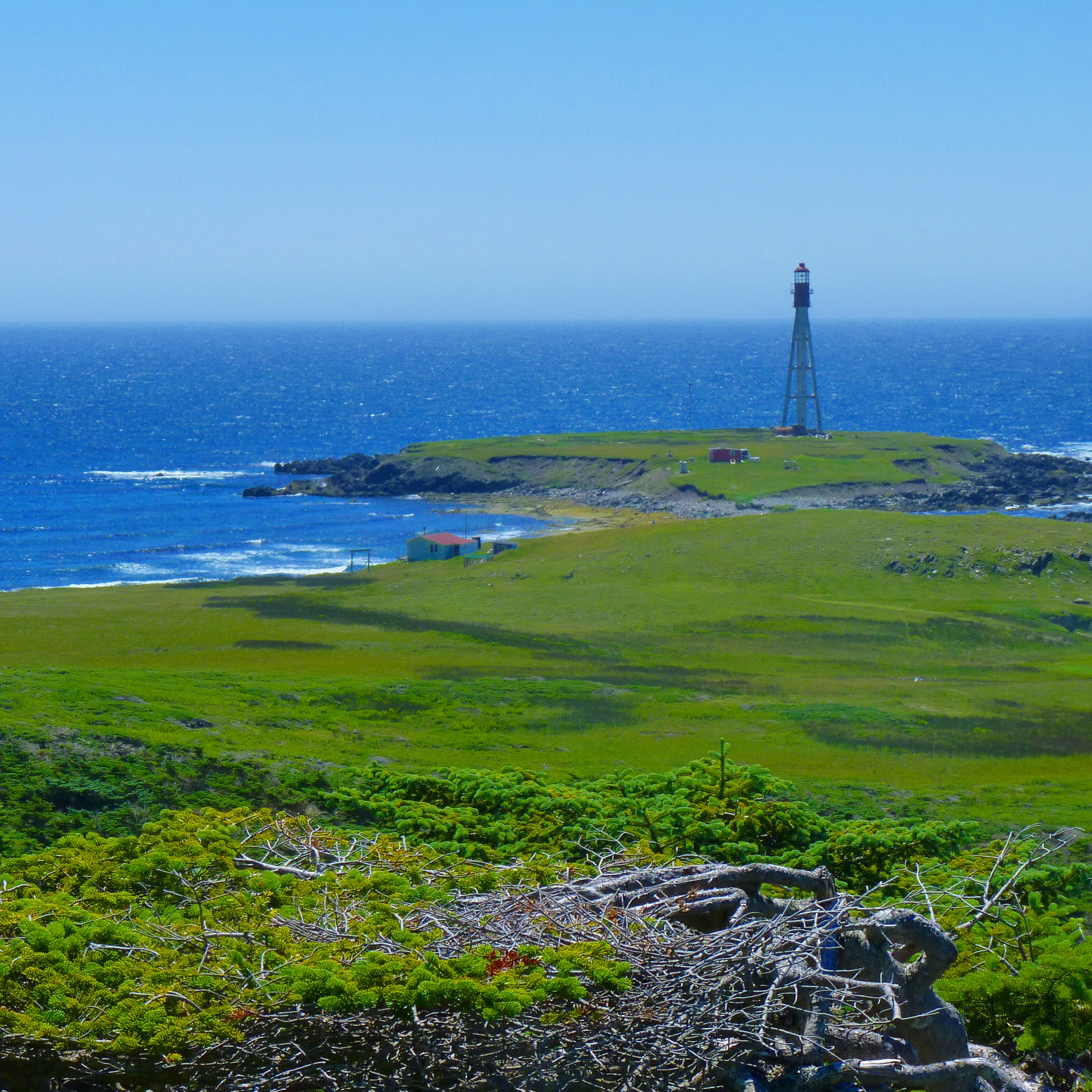
Faro de Pointe Plate

Existe en el archipiélago medios de comunicación modernos y diversificados: Internet, telefonía fija y móvil, red de televisión por cable, etc. Los servicios de Internet y telefonía móvil los ofrecen dos operadores, Globaltel, un operador independiente, y SPM Telecom, una filial de Orange. Es posible acceder gratuitamente a la TDT local (ocho canales) con un televisor equipado con una tarjeta de codificación disponible localmente. Globaltel y SPM Telecom también ofrecen servicios de telefonía móvil y celular (para teléfonos GSM). Utilizan la banda GSM 900 MHz, que es diferente de la banda GSM 850 MHz y de las bandas de 1900 MHz utilizadas en el resto de Norteamérica. El alto nivel de equipamiento informático permite a los isleños reducir el impacto de la insularidad y la lejanía.

### Prensa escrita
- L'Écho des Caps: periódico semanal publicado por el municipio de Saint-Pierre.
- L'Horizon: revista mensual del ayuntamiento o Alcaldía de Miquelon-Langlade.
- Revista en línea: mathurin.com.[97]

### Radios
San Pedro y Miquelón cuenta con cinco emisoras de radio, todas en la banda de FM (las últimas emisoras de onda media se convirtieron a FM en 2004). Tres de las estaciones se encuentran en San Pedro y una en Miquelón.
- Saint-Pierre et Miquelon 1re: radio pública local en Saint-Pierre en 99.9 FM (2 kW de potencia) y 97.9 FM (50 W de potencia) y en Miquelon en 98.9 FM (1 kW de potencia);
- Radio Atlantique: emisora privada que emite en San Pedro en el 102.1 FM desde 1984 y en Miquelón en el 94.5 FM;
- Archipel FM: emisora de música pop que emite en San Pedro en el 103.3 FM y en Miquelón en el 98.5 FM;
- Oxygène FM: radio local de Saint-Pierre en el 103.7 FM;
- France Inter: emisora generalista francesa que emite desde Miquelón en 95.9 FM.

### Televisión
Saint-Pierre et Miquelon 1re: cadena de televisión pública local, además emiten varias cadenas de televisión de la Francia Metropolitana: France 2, France 3, France 4, France 5,
France 24, Arte
El proveedor local de telecomunicaciones (SPM Telecom) emite en su red de cable varias emisoras de televisión estadounidenses, convertidas de la norma norteamericana NTSC a SECAM K1. Además, Saint-Pierre-et-Miquelon 1re se transmite por el satélite Shaw Direct y en la mayoría de los servicios de cable digital de Canadá, convertido a NTSC.

## Cultura
El francés es la lengua oficial de las islas. Tanto el acento local como muchas de las palabras que se emplean allí son similares al idioma normando.
En las islas no se suelen utilizar nombres para las calles. Las direcciones y localizaciones se indican comúnmente empleando apodos o recurriendo al nombre de los residentes cercanos.

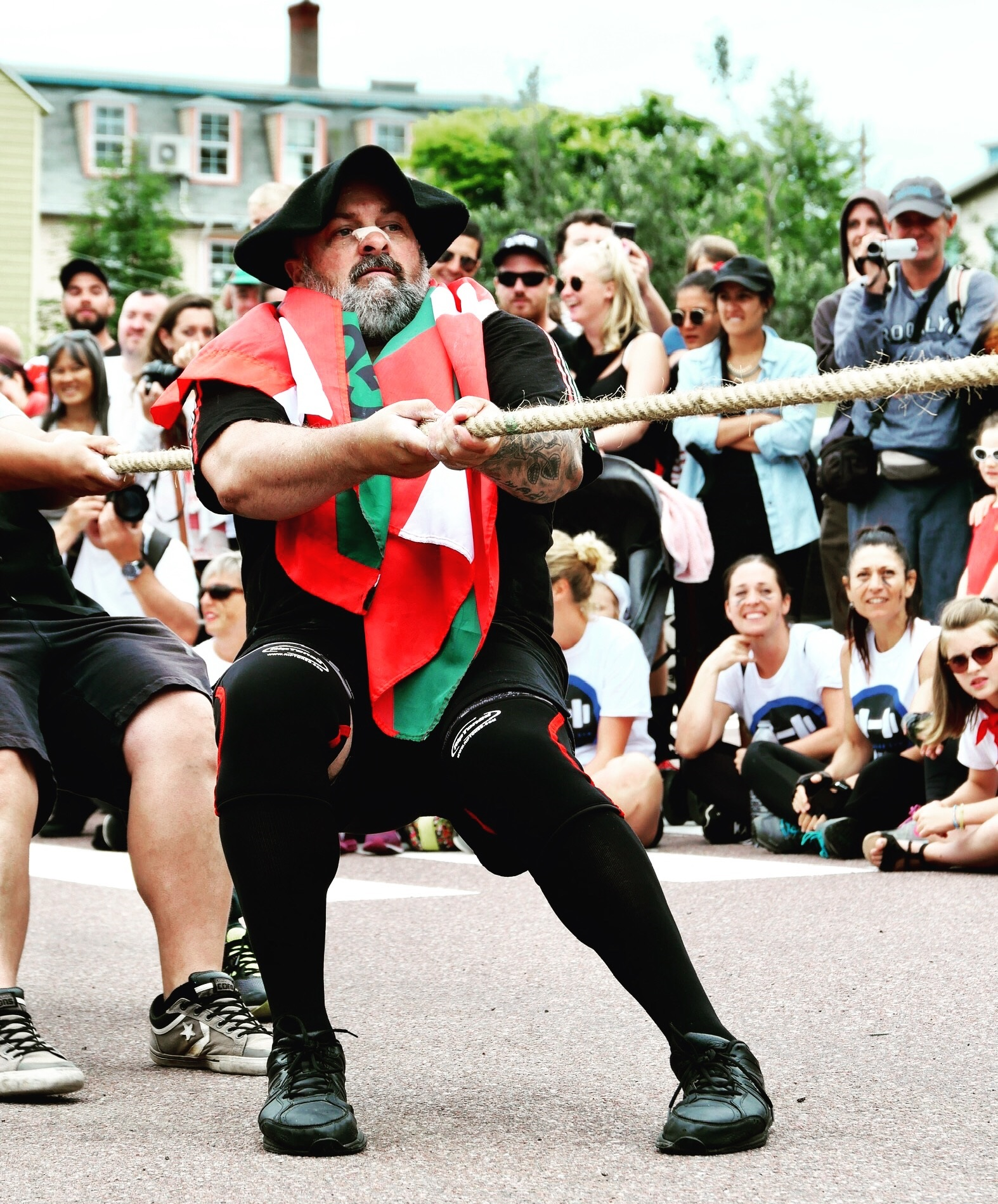
Juegos de fuerza vascos (Jeux de force Basque) en San Pedro y Miquelón

La única ocasión en que la guillotina se ha empleado en América del Norte fue en San Pedro, cuando tuvo lugar la ejecución de Joseph Néel, acusado de asesinato en Île aux Chiens, el 30 de diciembre de 1888. La guillotina empleada tuvo que ser trasportada desde Martinica y fue muy difícil encontrar a alguien que realizara la ejecución. Finalmente, la realizó un inmigrante recién llegado a las islas. Esta historia sirvió como base a la película La viuda de Saint-Pierre.

## Deporte
El deporte está muy presente con numerosas asociaciones y dos estructuras institucionales: el l Centro Deportivo y Cultural de San Pedro (Centre sportif et culturel de Saint-Pierre) y la Casa de Ocio de Miquelón (Maison des loisirs de Miquelon).
En el archipiélago se practican el fútbol, el hockey sobre hielo, el voleibol, el rugby, la pelota, el tenis, el curling, la natación, el baloncesto, el atletismo, el boxeo, el patinaje sobre hielo, la petanca, varias artes marciales, entre ellas el judo, el taekwondo (entre los deportistas más destacados, Bénédicte Siosse, campeona del mundo de taekwondo francófono y campeona de Francia absoluta en la categoría de -67 kg en 2018), etc. 
Hay viajes frecuentes a Canadá o a la Francia continental. Son facilitados por la acción del Ministerio de Juventud y Deportes y por la Colectividad Territorial. La carrera "25 km" de Miquelon es un evento deportivo y festivo que atrae a varios cientos de participantes en verano. En Saint-Pierre funciona una escuela municipal de vela durante los meses más cálidos, así como un club de buceo, el Club náutico Saint Pierrais (Club Nautique Saint Pierrais).
El hockey es muy popular en San Pedro y Miquelón, muy influido por la proximidad con Canadá. Muchos jugadores procedentes de las islas han jugado en Francia e incluso participado con el equipo nacional masculino de Francia en los Juegos Olímpicos.
Cada mes de agosto, las fiestas vascas (fêtes basques) animan Saint-Pierre durante una semana y terminan con los juegos de fuerza vascos (jeux de force Basque), entre ellos el tira y afloja por equipos. Todos los veranos además se celebra un festival vasco con exhibiciones de harri-jasotze (levantamiento de piedras), aizkolaritza (corta de troncos) y pelota vasca.

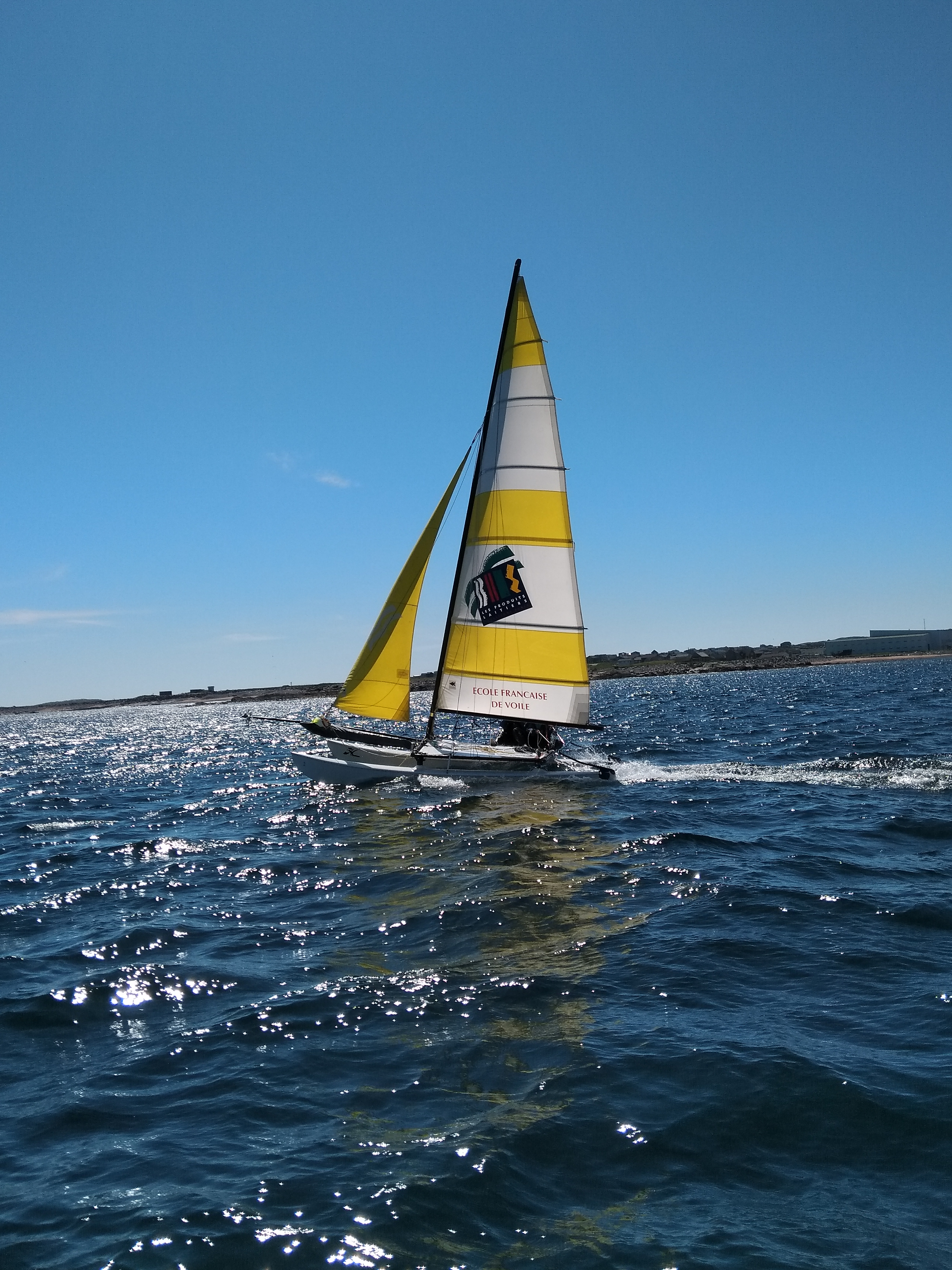
Competencia de Vela en San Pedro y Miquelon

El archipiélago tiene su propio equipo de fútbol llamado Selección de fútbol de San Pedro y Miquelón (que juega en sus partidos en el Estadio John Girardin, Stade John Girardin con capacidad para 1400 espectadores) y su propia competición local conocida como Liga de Fútbol de San Pedro y Miquelón. Otras instalaciones deportivas incluyen el Estadio Léon Mahé (Stade Léon Mahé), el Estadio Léonce Claireaux (Stade Léonce Claireaux) y el Estadio de l'Avenir (Stade de l'Avenir).
El primer partido de la historia de este equipo tuvo lugar el 3 de febrero de 1958 contra un equipo de marineros franceses. El 21 de junio de 1997, el equipo de San Pedro y Miquelón se enfrentó a un equipo de ex profesionales franceses dirigido por Michel Platini y perdió por 4-5 ante un récord de 1.400 espectadores (una cuarta parte de la población de las islas para entonces). Hasta 2010, el equipo de San Pedro y Miquelón participó única y activamente en los Juegos de Verano de Terranova y Labrador, en los que participa desde el año 2000, junto con las regiones de Terranova. Finalmente, el equipo fue invitado a los Juego de Acadia (Jeux de l'Acadie) en Canadá en 1997 y 2003.
En 2008, la Federación Francesa de Fútbol (FFF) y la liga de fútbol amateur (Ligue du Football Amateur - LFA) crearon la Copa de Ultramar (Coupe de l'Outre-Mer), que enfrenta a los mejores jugadores de todas las ligas de ultramar. Así, el equipo de San Pedro y Miquelón pudo participar en esta competición, pero no pudo presentar un equipo a tiempo para la primera edición de 2008. Sin embargo, Louis Quédinet, entonces presidente de la LFSPM, deplora lo que calificó de "ostracismo federal" francés. No pudo explicar la ausencia de su selección entre los participantes, aparte de que "no se consideraba de buen nivel".
En septiembre de 2010, la selección de San Pedro y Miquelón pudo participar en la segunda Copa de Ultramar, con resultados negativos: perdió tres veces en la fase de grupos y recibió 28 goles sin marcar ninguno.